# ВИЧ/СПИД в России

Сравнение ситуации с распространённостью ВИЧ в разных странах мира, 2021 год

Ситуация с распространением ВИЧ/СПИД в России рядом исследователей характеризуется как эпидемия. Первые случаи заражения вирусом иммунодефицита человека зафиксировали в СССР в 1985—1987 годах. Предположительно, были более ранние инциденты, которые не удалось выявить. «Нулевым пациентом» официально считается военный переводчик, работавший в начале 1980-х годов в Танзании и заразившийся от местного жителя во время полового контакта. После вспышки заболевания в Элисте в 1988—1989 годах о ВИЧ стало известно широкой общественности, были созданы первые СПИД-центры. В 1995—1996 годах вирус проник в среду потребителей инъекционных наркотиков (ПИН) и вскоре распространился по всей стране. К 2006 году ВИЧ проник за пределы уязвимой группы ПИН, опасности подверглись их гетеросексуальные партнёры и потенциально всё население страны.
По оценкам, в 2017 году в РФ было зарегистрировано самое большое количество ВИЧ-положительных среди всех стран Европы. В течение последующих пяти лет Роспотребнадзор ежегодно отчитывался о 70—100 тысяч новых заражённых.
К 2022 году доля ВИЧ-инфицированных в стране оставалась самой высокой в Европе — 1,4 % взрослого населения и 0,8 % всего населения России, в стране проживало 1 168 076 инфицированных, умерло за всю историю эпидемии — 461 879
больных.
По разным данным, в 2022 году общее число людей с ВИЧ в стране варьировалось от 0,85 до 1,5 млн человек, хотя большинство экспертов считают, что реальное количество ВИЧ-положительных существенно выше, так как заметная часть ещё не выявлена.

## Первые случаи инфицирования
По данным Московского научно-практического центра наркологии, первые заражения вирусом иммунодефицита человека (ВИЧ) в Советском Союзе могли происходить ещё в 1970-х годах вследствие незащищённых половых контактов с африканскими студентами. Но установить диагноз в то время было невозможно, так как первый скрининг на ВИЧ провели только в 1987 году. Официально первый иностранец умер от СПИДа в СССР в 1985 году. Тридцатилетний студент Высшей школы профсоюзного движения заразился ВИЧ, когда на каникулах ездил навестить семью в ЮАР. Позднее он поступил в Московскую инфекционную больницу № 2 с пневмонией и через месяц скончался. В последующие два года выявили 219 инфицированных иностранцев. В 1986 году в Москве на базе инфекционной больницы открыли первое специализированное отделение для оказания медицинской помощи ВИЧ-инфицированным. Изначально его пациентами были только иностранцы, после курса лечения они подлежали депортации. К 1989 году в стране насчитывалось 485 случаев ВИЧ среди иностранцев. Половина из них приходилась на Москву, а остальные — на Одессу, Киев, Минск, Ленинград и другие города СССР. В советских СМИ инциденты заражения ВИЧ связывали с попыткой дискредитировать отношения СССР с дружественными африканскими странами и распространяли ложные представления о болезни. Так, в газете «Известия» в 1987 году уверяли, что СПИД «изобретён Пентагоном в лаборатории методов биологической войны». При этом его преподносили исключительно как болезнь капиталистического общества, неспособную распространиться в СССР, так как в стране якобы не практиковались однополые сексуальные контакты, употребление наркотиков и проституция. Несмотря на то что носители подлежали депортации, вирус начал постепенно распространяться среди граждан Союза.
Существует несколько версий распространения болезни на территории страны. Официально зарегистрированным «Нулевым пациентом» стал запорожский инженер и военный переводчик Владимир Красичков, находившийся в 1981 году в командировке в Танзании. Во время службы он вступал в сексуальный контакт с местным носителем. Вернувшись в Москву, где работал в одной из воинских частей, он имел половой контакт с 25 солдатами срочной службы СССР, которые после демобилизации разъехались по всей стране. Позднее у 5 из них обнаружили заболевание. Сам Красичков неоднократно обращался за медицинской помощью, и 26 февраля 1987 года по результатам иммуноферментного анализа ему диагностировали ВИЧ с исходом в СПИД. По свидетельствам отдельных СМИ, Министерство здравоохранения пыталось скрыть обстоятельства его болезни, якобы с него взяли подписку о неразглашении в обмен на доброкачественное лечение. Пациент скончался летом 1991 года. Данные о дальнейшем распространении вируса разнятся. Известно, что один из пяти ВИЧ-положительных партнёров Красичкова передал вирус своей жене, их ребёнок родился уже с ВИЧ. Кроме того, он был донором, его кровь перелили ещё 5 пациентам (по словам эпидемиолога Вадима Покровского — трём детям).
Первая смерть от синдрома приобретённого иммунного дефицита в стране была зарегистрирована в сентябре 1988 года. Жертвой стала 30-летняя студентка вечернего факультета Ленинградского филиала Московского технологического института Ольга Гаевская. Она заразилась ВИЧ в период с 1979 по 1985 год, когда имела неоднократные половые контакты с приезжими, в частности, африканцами. В последующие годы она проходила лечение, в ходе которого в 1988 году прошла тестирование на ВИЧ. Предположительно, антитела к вирусу не обнаружили из-за плохого метода диагностики. Врачи экономили дефицитные тест-системы, смешивая в одной кровь трёх-десяти пациентов. Отдельный забор у каждого пациента проводили только в случае положительного результата. Диагноз СПИД был поставлен Гаевской посмертно — в трупной крови обнаружили антитела к ВИЧ. Существуют также свидетельства, что первую смерть от СПИДа в СССР зафиксировал профессор Андрей Козлов в 1988-м в Одессе. Его пациентом был ребёнок, заразившийся от матери. После инцидента на СПИД стали проверять больше детей.
| Территории                      | 1987 год | 1988 год | 1989 год | Всего 1985—1989 годы |
| ------------------------------- | -------- | -------- | -------- | -------------------- |
| Граждане СССР                   | 34       | 85       | 322      | 441                  |
| Жители РСФСР                    | 22       | 50       | 268      | 340                  |
| Жители других союзных республик | 12       | 35       | 54       | 101                  |

## Калмыцкий очаг
Первая крупная вспышка заболевания произошла в столице Калмыцкой АССР Элисте. «Нулевым пациентом» являлся бывший моряк срочной службы, который заразился в Конго от местной проститутки. Позднее он передал вирус жене, во время её беременности заразился их ребёнок. Вскоре после родов младенца госпитализировали в районную педиатрическую больницу, где он скончался ещё до постановки диагноза.

В 1988 году выявили первую пациентку из Элисты. Ей стала женщина-донор, которую заразил грудной ребёнок во время кормления. В декабре того же года в программе «Время» сообщили о вспышке ВИЧ-инфекции в детской поликлинике Элисты, где инфицированный младенец проходил лечение. Всего было заражено 75 детей и 4 взрослые женщины. Для выяснения обстоятельств в начале 1989 года созвали врачебную комиссию во главе с Вадимом Покровским. Врачи установили, что ребёнок заразился в больнице из-за халатности медицинского персонала, который использовал одни шприцы по несколько раз, меняя только иглы: 
Это было до того, как в больницах начали активно использовать одноразовые шприцы. Это означало, что все шприцы нужно было стерилизовать, а, на самом деле, не все они были стерилизованы. Мы провели простое сравнение между количеством сделанных инъекций и количеством шприцев, направленных на дезинфекцию, и обнаружили, что различие составляет примерно 30—40%.Вадим Покровский
 Подобная практика была распространена по стране. Предположительно, локальные вспышки ВИЧ-инфекции могли происходить и раньше, но не были зафиксированы. Например, в Калмыкии «Республиканский центр по профилактике и борьбе со СПИД и инфекционными заболеваниями» создали только за год до расследования Покровского. Врачи, журналисты и представители Министерства здравоохранения РСФСР предлагали также неофициальные теории заражения: локальную болезнь овец и от нового лекарства — иммуноглобулина. Но последующие исследования генома вируса подтвердили, что он распространился от одного человека и соответствует подтипу G, который был зафиксирован только в Конго.
Из больницы Элисты несколько пациентов переместили в крупные медицинские центры Волгограда, Ставрополя, Ростова-на-Дону, Шахт, из-за чего вирус начал распространяться в этих регионах. Всего к 1989 году насчитывалось 270 инфицированных. Новость о распространении вируса иммунодефицита вызвала негативную реакцию в обществе. У стен элистинской больницы проводили пикеты, местные жители начали травлю пострадавших и их семей, а также требовали поместить инфицированных в изоляторы. Жители СССР стали массово отказываться от донорства и медицинских процедур, в некоторых больницах врачи разрешали пациентам приносить свои шприцы. По указанию министра здравоохранения СССР Евгения Чазова по всей стране были созданы центры по борьбе со СПИДом.
| Регион                | Количество инфицированных детей | Общее число умерших | Число умерших от СПИДа |
| --------------------- | ------------------------------- | ------------------- | ---------------------- |
| Ростовская область    | 98                              | 41                  | 40                     |
| Калмыкия              | 74                              | 43                  | 37                     |
| Волгоградская область | 52                              | 29                  | 25                     |
| Ставропольский край   | 15                              | 7                   | 6                      |
| Чечня                 | 6                               | 4                   | 3                      |
| Дагестан              | 5                               | 4                   | 4                      |
| Астраханская область  | 2                               | 1                   | 1                      |
| Другие регионы        | 13                              | 5                   | 4                      |

## Распространение вируса

### 1990—2019 годы
Согласно классификации ВОЗ, существуют 3 стадии распространения эпидемии ВИЧ. На первом этапе заражено менее 1 % населения в целом и менее 5 % — в уязвимых группах. Когда заражено более 5 % в одной уязвимой группе, болезнь переходит в стадию концентрирования. На третьей, генерализованной стадии ВИЧ-инфекция выходит за рамки одной группы, эпидемия охватывает широкие слои населения, а доля ВИЧ-инфицированных среди беременных женщин достигает 1 %. Если в 1980-х вспышки инфекции в СССР носили единичный характер, то в следующем десятилетии началась новая фаза распространения ВИЧ, когда болезнь чаще всего передавали через кровь при инъекционном употреблении наркотиков.
В 1990—1991 годах в больницах СССР не было зарегистрировано новых случаев заражения ВИЧ. Всего к этому периоду по данным ВОЗ в стране проживало 494 инфицированных (307 взрослых и 187 детей). Россия занимала последнее место в Европе по количеству больных СПИДом (0,02 случая на 100 тысяч человек). Тем не менее реальные цифры могут отличаться. До 1990 года для обследования на ВИЧ пациенты предоставляли паспортные данные. Выявленные ВИЧ-положительные обязаны были составить список своих половых контактов, принцип сохранения врачебной тайны на них не распространялся. По этой причине молодые люди предпочитали не проверяться на ВИЧ или делали это по чужим документам. За 1987—1995 годы среди 160 миллионов обследованных выявили только 1096 носителей. Одновременно диагностические лаборатории не обеспечивали полноценного тестирования пациентов: на станциях переливания крови и в лабораториях диагностики СПИДа проводили только предварительные анализы. Результаты подтверждали в единственной лаборатории диагностики СПИДа при Центральном НИИ эпидемиологии Минздрава СССР. Министерство здравоохранения РСФСР констатировало медлительность в развёртывании профилактических мер. В больницах не соблюдали противоэпидемический режим и неудовлетворительно проводили разъяснительную работу среди населения. НИИ Минздрава РСФСР уделяли мало внимания исследованию вируса. Работа учёных была не скоординирована, отсутствовала республиканская программа научных исследований чёткая система эпиднадзора и профилактических мер.
Исследователи называют 1996 год началом новой фазы распространения ВИЧ в России. Ей предшествовала вспышка заболевания в украинском портовом городе Одесса, куда в 1993-м штамм ВИЧ занесли из Центральной Африки. Если в 1994 году в городе диагностировали только 3 случая заражения, к 1995-му это число увеличилось до 1021. Вирус быстро распространился среди потребителей инъекционных наркотиков (ПИН) на постсоветском пространстве. Уже через год их доля в общем числе российских заражённых составила 30,7 %. Официальное количество заболевших СПИДом в России за первые 10 месяцев 1996-го выросло в 4,5 раза, за год общее количество инфицированных практически удвоилось (от 1090 до 1925 носителей). Быстрый рост числа инфицированных связывали с высоким уровнем безработицы, развитием торговли наркотиками, расширением теневой экономики и низким уровнем жизни, что привело к росту числа наркозависимых. При этом меры по профилактике ВИЧ были направлены в основном на половой канал распространения вируса, а в государственных СПИД-центрах специальные комиссии распределяли лекарства, определяя кого из инфицированных лечить. Крупнейшими очагами в этот период стали большие агломерации, а также моногорода, пережившие экономический кризис после распада СССР. Так, к 2016-му на моногорода Самарской и Свердловской областей приходилось 30—40 % всех зарегистрированных случаев ВИЧ в регионах.
С 1999 года вирус начал всё чаще распространяться среди лиц, практикующих незащищённые половые контакты (как гомо-, так и гетеросексуальные). Эксперты связывают это с достижением точки насыщения ВИЧ в общинах ПИН, а также с сокращением общего числа потребителей наркотиков. Например, в 2003 году было зарегистрировано на 17 % меньше новых ПИН, чем в 2002-м. В зоне риска оказались широкие слои населения, так как потребители инъекционных наркотиков (по оценкам ВОЗ, 1—2 % населения страны к 2005 году) подвергали опасности своих половых партнёров. В течение первого десятилетия XXI века доля этого способа передачи ВИЧ стала сопоставима с инъекционным. В 2000—2005 годах доля новых зарегистрированных случаев заражения через нестерильные инъекционные иглы снизилась с более чем 90 % до 66 %. Эксперты отмечали критическую ситуацию: уже к 2001 году случаи заболевания ВИЧ зарегистрированы во всех субъектах страны. Тем не менее в последующие годы скорость распространения вируса в целом начала снижаться, так как при парентеральном употреблении наркотиков с использованием нестерильной иглы шанс заразиться гораздо выше, чем во время незащищённого полового акта. Если в 2001-м первичная заболеваемость составила 55 человек на 100 тысяч жителей, то через пять лет держалась на уровне 20—23 случаев на 100 тысяч человек. Частично такое снижение числа поставленных диагнозов ВИЧ объясняется тем, что меньше тестов проводилось в некоторых группах высокого риска заражения ВИЧ, например, среди потребителей инъекционных наркотиков и заключённых. В 2000—2004 годах было проведено на 51 % меньше тестов среди ПИН и на 30 % — среди заключённых. Это привело к искажению общей картины развития эпидемии ВИЧ-инфекции в России. Начиная с середины первого десятилетия XXI века, рост числа инфицированных возобновился. К концу 2006 года 0,5 % населения России в возрасте от 15 до 49 лет были официально зарегистрированы как ВИЧ-инфицированные. За 2006—2017 годы заболеваемость увеличилась в три раза и достигла 60 случаев на 100 тысяч жителей.

Точное число носителей в стране определить сложно, так как медицинские службы не успевают за распространением вируса, а уязвимые группы населения зачастую неохотно проходят обследования. Кроме того, ВИЧ-инфекция может протекать бессимптомно в течение 8—10 лет. Для наиболее точного подсчёта инфицированного населения разработаны несколько систем оценивания, которые дают разные результаты. Если по официальным данным, число ВИЧ-положительных граждан в 2003 году составляло только 235 тысяч, то эпидемиолог Вадим Покровский свидетельствовал о более 700 тысячах инфицированных. В СМИ его оценки называли намеренно завышенными, а предлагаемые «мягкие способы» профилактики ВИЧ — «размягчением мозгов населения и подготовкой почвы для дальнейшей колонизации стран третьего мира». Противовирусная профилактика получила моральный характер: журналисты акцентировали внимание на супружеской верности и семейных ценностях. Государственные органы не приветствовали программы «заместительной терапии» и «снижения вреда», включающие раздачу шприцев ВИЧ-инфицированным. Начиная с 2006 года Федеральная служба Российской Федерации по контролю за оборотом наркотиков (ФСКН России) лоббировала систему профилактики против ВИЧ на основе репрессивных методов, требующих от носителей полный отказ от наркотиков. Среди чиновников распространилось ошибочное убеждение, что высокая нравственность граждан поможет остановить эпидемию СПИДа, а федеральные СМИ замалчивали проблему. Главный нарколог Минздрава Евгений Брюн так пояснял ситуацию: 
Врачебное сообщество в целом скептически относится к раздаче шприцев на улице, потому что, раздавая материалы, мы обращаем внимание на эту сферу тех граждан, которые никогда о ней и не помышляли. Получается своего рода «пропаганда наркотизации».
 Некоммерческие благотворительные фонды, которые критиковали действующее в стране законодательство в отношении ВИЧ, информировали население, раздавали презервативы и одноразовые шприцы в группах риска, часто признавали «иностранными агентами». Их деятельность противоречила государственной политике в сфере профилактики наркомании и СПИДа и попадала под принципы идеологии постлиберализма. Например, в 2016 году во время судебного процесса по поводу статуса саратовской НКО «Социум», получавшей зарубежное финансирование, приглашённый эксперт охарактеризовал её «участником гибридной войны, ведущейся против России».
Когда в 2008 году официальное число носителей достигло 440 тысяч человек, Роспотребнадзор признал федеральное значение проблемы. Через год по оценкам разных международных и российских экспертов, реальное число живущих с ВИЧ россиян варьировалось от 800 тысяч до 1,5 миллиона (1—2 % взрослого населения страны). Федеральный научно-методический центр СПИДа в 2010 году сообщал только о более 516 тысячах ВИЧ-положительных граждан. К этому времени с начала эпидемии по разным причинам умерло более 60 тысяч ВИЧ-инфицированных. Наблюдался рост числа инфицированных беременных женщин (от 0,3 % в 2003 году до 0,62 % в 2011), что по классификации ВОЗ свидетельствовало о концентрированной стадии эпидемии. При этом в 8 субъектах России уже в 2008 было зарегистрировано свыше 1 % инфицированных ВИЧ среди беременных женщин. Доля инфицированных подростков в 2000—2012 годах, наоборот, снизилась с 24,7 % до 1,5 %. Предположительно, причинами стали профилактические программы в учебных заведениях страны и увеличение возраста, когда начинает практиковаться рискованное поведение.
В 2005 году из более 1,4 миллиона ВИЧ-инфицированных в Европе и Центральной Азии, около 61 % составляли российские граждане. Через год в России и на Украине проживало 90 % всех ВИЧ-положительных в Восточной Европе и Центральной Азии. Наиболее поражённым субъектам Российской Федерации являлись Самарская, Иркутская, Ленинградская, Оренбургская, Свердловская, Тюменская, Ульяновская, Челябинская, Кемеровская и Калининградская области, город Санкт-Петербург и Ханты-Мансийский автономный округ — Югра. Там сформировался большой кластер наркопотребителей, и концу 2009-го от 0,5 % до 1,2 % всего населения этих регионов были официально зарегистрированы как носители. ВИЧ-инфекцией было поражено преимущественно молодое население страны: 70,5 % получили диагноз в возрасте до 30 лет. Эксперты опасались, что вскоре это приведёт к повышению коэффициента пенсионной нагрузки, а также повлияет на темпы долгосрочного экономического роста. По разным оценкам, к 2025—2035 годам потеря населения в связи с заболеваемостью СПИДом достигнет 20—30 миллионов человек. В течение следующего десятилетия в России ежегодный прирост ВИЧ-положительных составлял 5—10 %. Количество смертей от ВИЧ росло ежегодно примерно на 20 %. По данным Роспотребнадзора, к началу 2013 года по разным причинам умерло 140 тысяч ВИЧ-инфицированных. Через год количество носителей в стране превысило 900 тысяч человек, из которых 80 % были моложе 30 лет. Одновременно вице-премьер правительства России Ольга Голодец заявляла, что общее число носителей превысило один миллион, ежедневно происходило более 6 тысяч новых заражений. Женщины составляли около 40 % всех носителей. Каждый двадцатый мужчина в возрасте 30—35 лет являлся носителем ВИЧ.
В 2015 году Федеральный центр по профилактике и борьбе со СПИДом официально зарегистрировал 1 миллион ВИЧ-положительных. Из них примерно 53 % случаев инфицирования были связаны с употреблением наркотиков, 43 % — с половыми контактами между мужчинами и женщинами, 1,5 % — с гомосексуальными контактами. Несмотря на относительно большое количество обследований (10—19,3 % в 2006—2015 годах), эпидемиологи допускали, что реальное количество носителей в 7 раз больше. Половину новых случаев ВИЧ-инфекции относили к 22 субъектам. Наиболее критическая ситуация с распространением ВИЧ наблюдалась в регионах, где проходил наркотрафик. Так, Роспотребнадзор относил к проблемным Иркутскую (1,7 % населения ВИЧ-инфицировано) и Самарскую (1,6 %) Свердловскую (1,6 %), Кемеровскую (1,5 %), Оренбургскую (1,2 %), Ленинградскую (1,2 %), Челябинскую (1 %). Тюменскую (1 %) области, Санкт-Петербург (1 %). В ноябре 2016-го пресс-служба управления здравоохранения Екатеринбурга сообщила, что каждый 50-й житель города заражён ВИЧ. В 15 регионах более одного процента беременных женщин было инфицировано. Зачастую они узнавали о своём статусе во время постановки на учёт в женской консультации.
К 2017 году по данным ВОЗ Россия стала лидером по количеству ВИЧ-инфицированных в Европе (1,16 миллиона человек). Только за этот год было зафиксировано 104 тысячи новых случаев заболевания ВИЧ, из которых 53 % выявлены на последней стадии, для 55 % не были установлены пути заражения. Примерно 2,8 % наиболее экономически активной группы населения страны, — мужчин в возрасте 30—39 лет — являлось носителями ВИЧ. У женщин младше 30 лет инфекция встречалась чаще, так как они активнее вступали в половой контакт с мужчинами старшего возраста.. Министр здравоохранения России Вероника Скворцова сообщала другие цифры: 998,5 тысяч идентифицированных носителей ВИЧ, 81 % которых не знали о своём статусе. Американо-шведская исследовательская группа в журнале PLOS Medicine указывала, что в действительности в России насчитывается более 2 миллионов инфицированных.

К концу 2019 года в стране проживало 1,068 миллиона инфицированных, 70,5 % состояли на диспансерном учёте. По мнению академика Вадима Покровского, эта цифра составляет около 70 % от реального количества людей, живущих с ВИЧ. Число регионов с высокой поражённостью ВИЧ-инфекцией (более 0,5 % от численности населения) выросло с 22 до 36. В этих субъектах проживало более половины всего населения страны (60,1 %) и 82,8 % — инфицированных ВИЧ. Наиболее кризисная ситуация наблюдалась в 22 субъектах (более 1 % от численности населения): 
- Кемеровская область (1934,9 носителей на 100 тыс. жителей);
- Иркутская область (1906,2);
- Свердловская область (1828,1);
- Самарская область(1486,8);
- Оренбургская область (1462,6);
- Челябинская область (1324,0);
- Ханты-Мансийский автономный округ — Югра (1317,1);
- Ленинградская область (1298,7);
- Новосибирская область (1281,0);
- Тюменская область (1263,8);
- Пермский край область (1188,1);
- Республика Крым (1142,5);
- Красноярский край (1088,5);
- Ульяновская область (1062,5);
- Курганская область (1029,6);
- Томская область (1010,6);
- Алтайский край (1009,1);
- Санкт-Петербург (967,4);
- Ивановская область (895,4);
- Тверская область (890,1);
- Омская область (877,8);
- Мурманская область (775,1).

С начала XXI века заметно изменился портрет среднестатистического ВИЧ-инфицированного. Если в 2001 году 87 % носителей получало диагноз в возрасте 15—29 лет, то в 2019-м 84 % были впервые выявлены в возрасте старше 30 лет. По статистике Центра по борьбе со СПИДом, 71 % заражённых составляли экономически активные граждане в возрасте от 30 до 50 лет. Одной из причин этого эпидемиологи называли высокую стоимость презервативов и отсутствие осознания рисков. Новой тенденцией распространения вируса стало его распространение из России и Украины в страны Центральной Азии, что было вызвано трудовой миграцией.

### Современность
По оценочным данным ООН, в 2021 году Россия вошла в топ-5 стран по скорости распространения ВИЧ — на страну пришлось 3,9 % от всех нововыявленных случаев в мире. При этом за два предшествующих года количество выявленных заражений в РФ несколько сократилось (с 94 до 71 тыс.), что связывали с более низкими объёмами тестирования во время и сразу после пандемии COVID-19. Рост ВИЧ-эпидемии в стране на протяжении 30 лет привёл к тому, что на начало 2022 года инфицированы были 1,137 млн россиян из 144 млн общей численности населения. Тем не менее большинство экспертов считают, что реальное количество ВИЧ положительных существенно выше, так как заметная часть ещё не выявлена. Этому способствует ультраконсервативная государственная политика, которую Русская православная церковь и власти продвигают с момента возвращения президента Владимира Путина на третий срок в 2012 году. Активисты подтверждают, что ужесточившиеся в 2013—2020 годах законы о «пропаганде гомосексуализма» фактически запрещают определённые медицинские и социальные услуги — профилактику ВИЧ в ЛГБТ-сообществе часто приравнивают к «пропаганде». В результате к 2021-му дискриминация со стороны государственных органов и преследование уязвимых групп населения полицией ограничили усилия по профилактике ВИЧ. ЮНЭЙДС признавал, что «закон о гей-пропаганде» подорвёт цель российских властей по искоренению СПИДа к 2030-му, и призывал к его отмене.
Кроме стигматизации ВИЧ, озабоченность правозащитников и волонтёров вызывает недостаток финансирования. Несмотря на увеличение бюджетных расходов на закупку препаратов против ВИЧ, в 2021 году их получили лишь чуть более 30 % зарегистрированных больных. Это связано с тем, что выделенный бюджет не покрывал рост цен: если в 2020 было закуплено более 505 тыс. годовых курсов, то в 2021-м — чуть более 391 тысяч. Региональные вложения не улучшали ситуацию — из 3,7 млрд рублей дофинансирования 72,2 % приходилось на Москву, Московскую область и Санкт-Петербург. В результате охват терапии снижался на 11—15 % ежегодно. ВИЧ-положительные россияне сообщали, что лечение было фактически доступно только в больших городах, а в качестве профилактики российские СПИД-центры рекомендовали супружеский секс (что не соответствует рекомендациям ВОЗ). Иностранное финансирование на принятые ВОЗ профилактические меры грозит волонтёрским организациям статусом иноагента. Например, его носит Фонд Андрея Рылькова, который являлся поставщиком бесплатных чистых игл и презервативов для наркозависимых в Москве. В 2020-м российский депутат Василий Пискарев обвинил организацию в пропаганде наркотиков в ответ на помощь фонда наркозависимым во время коронавирусного карантина.
В 2022 году почти 82 % из всех новых случаев ВИЧ были выявлены у экономически активных людей в возрасте 30-59 лет. Отмечается также рост заболеваемости ВИЧ среди детей и подростков, 11,4 тыс. которых находилось на диспансерном лечении в 2020 году. Особенно увеличивается доля инфицированных в подростков, достигшая в 2021 году 50 % среди всех заболевших детского возраста.
В 2022 году руководитель научно-исследовательского отдела эпидемиологии и профилактики СПИД при Роспотребнадзоре оценивал общее количество ВИЧ-инфицированных в 1,5 млн (из них 1,1 млн — лабораторно подтверждённые случаи). Эта цифра расходится с оценками Минздрава (около 850 тыс.), который считает, что ситуация с ВИЧ в стране «стабилизировалась».
Минздрав отчитался о сокращении новых носителей ВИЧ в 2022 году на 2 %. По данным Росстата, наоборот, заболеваемость социально значимыми болезнями выросла к началу 2023-го. Рост числа ВИЧ-инфицированных достиг 20 %, составив 4,4 тыс. человек. Почти половина заражённых пришлась на 13 регионов: Москву, Санкт-Петербург, Красноярский, Краснодарский и Пермский края, Кемеровскую, Иркутскую, Новосибирскую, Нижегородскую, Самарскую, Ростовскую, Челябинскую и Свердловскую области. Каждый третий регион страны ведомство отнесло к генерализированной (последней) стадии эпидемии. Здесь ВИЧ-положительны минимум 1 % беременных женщин, а в Иркутской области — 2,6 %.
Положение ВИЧ-инфицированных усугубилось после вторжения России на Украину и введения ответных западных санкций. В 2021—2022 Минздрав сократил закупки дорогих зарубежных препаратов для лечения ВИЧ, а к середине 2023-го минимум в 18 регионах страны не хватало лекарств. Кроме того, с середины 2023 года в российскую статистику ВИЧ были включены ВИЧ-положительные жители оккупированных регионов Украины: ДНР, ЛНР, Херсонской и Запорожской областей. На этих территориях также наблюдались перебои с терапией.
Хотя официально россияне с ВИЧ/СПИДом освобождены от военной службы, после объявления мобилизации в сентябре 2022 появились сообщения о незаконном призыве ВИЧ-положительных мужчин. Одновременно украинские власти подтверждали, что ЧВК «Вагнер» вербует заключённых с инфекционными заболеваниями, так как среди пленных россиян были люди с гепатитом C и ВИЧ-инфекцией. Тем не менее в интернете появлялись предложения о поддельных справках о наличии ВИЧ, якобы позволяющие избежать призыва.

## Статистика

### Заболеваемость
| более 130 100-129 70-99 50-69 20-49 менее 20 |

Количество новых случаев ВИЧ-инфекции в России на 100 тысяч населения, 2018 год

С распространением вируса показатель заболеваемости рос геометрически. В 1987 году он составлял 4,2 случая на 100 тысяч человек, к началу XXI века — уже 157 случаев. Основными очагами распространения становились регионы с плохой экономической ситуацией, где распространялись инъекционные наркотики. Например, в 1998 году только в Иркутской области ВИЧ был выявлен у 32 человек, через год эта цифра увеличилась почти в 100 раз — до 3157. По указаниям экспертов ЮНЭЙДС, общее число заражённых за 2002 превышало официальные данные в четыре раза. В 2007—2018 годах Россия находилась на третьем месте в мире по темпам роста заболеваемости после Южно-Африканской республики и Нигерии.
В 2013—2015 годах в среднем ежегодно количество инфицированных увеличивалось примерно на 10 %. В 2016—2017 годах статистический сборник Министерства здравоохранения фиксировал средний рост ВИЧ-инфицированных на уровне 86 тысяч по стране. Заболеваемость ВИЧ-инфекцией составила 58,4 на 100 тысяч населения, общий прирост — около 1 %. Хотя в отдельных регионах наблюдались значительные скачки. В Москве число новых случаев инфицирования выросло с 2,4 тысячи до 2,9 тысячи, что соответствует росту в 20 %. В Чукотском автономном округе рост составил 151 % (с 29 до 73 случаев на 50 тысяч населения), в Тыве — 133 % (с 9 до 21 человек на 310 тысяч населения). Но по заявлению самого ведомства, судить о процентном соотношении на основании этих данных некорректно, так как изначально в этих регионах проживало небольшое количество носителей. В целом по стране к 2018-му по статистике каждый час 10 человек заражались ВИЧ. Кроме того, в 2016—2018 годах увеличилось число малых городов с количеством инфицированных, превышающим среднероссийские показатели в 2—4 раза (Североуральск, Кировград, Тольятти, Верхний Уфалей, Новотроицк и другие).
Официально факт эпидемии фиксируется, когда больше 1 % населения является носителем вируса (для России — около 1,4 миллиона). В ноябре 2022 года Роспотребнадзор оценивал общее число заражённых на уровне 1,5 млн человек, к 2030-му их количество может достичь 2 млн. Минздрав, методика которого отличается, называл эти цифры оценочными. По данным министерства, общее число ВИЧ положительных в стране было почти в два раза меньше — 850 тысяч.
| Регион                     | Заболеваемость (новых случаев на 100 тыс. населения) | Поражённость (живущих с ВИЧ на 100 тыс. населения) |
| -------------------------- | ---------------------------------------------------- | -------------------------------------------------- |
| Иркутская область          | 99,6                                                 | 2042,5                                             |
| Челябинская область        | 97,4                                                 | 1420,1                                             |
| Свердловская область       | 95,7                                                 | 1890,8                                             |
| Красноярский край          | 95,0                                                 | 1215,3                                             |
| Оренбургская область       | 94,9                                                 | 1594,6                                             |
| Пермский край              | 93,5                                                 | 1300,3                                             |
| Томская область            | 88,5                                                 | 1128,6                                             |
| Новосибирская область      | 84,1                                                 | 1373,1                                             |
| Кемеровская область        | 83,2                                                 | 1890,8                                             |
| Тюменская область          | 76,6                                                 | 1278,3                                             |
| Алтайский край             | 76,4                                                 | 1123,9                                             |
| Курганская область         | 70,6                                                 | 1126,3                                             |
| Самарская область          | 68,3                                                 | 1515,5                                             |
| Удмуртская республика      | 66,4                                                 | НСЗ (ниже среднероссийского значения — 782)        |
| Омская область             | 61,3                                                 | 1003,0                                             |
| Ульяновская область        | 58,4                                                 | 1115,1                                             |
| ХМАО — Югра                | 58,3                                                 | 1337,6                                             |
| ЯНАО                       | 57,3                                                 | НСЗ                                                |
| Тверская область           | 55,6                                                 | 946,0                                              |
| Республика Хакасия         | 53,6                                                 | НСЗ                                                |
| Республика Крым            | 53,3                                                 | 1229,3                                             |
| Севастополь                | 52,7                                                 | НСЗ                                                |
| Республика Бурятия         | 51,0                                                 | НСЗ                                                |
| Мурманская область         | 50,7                                                 | 843,2                                              |
| Приморский край            | 50,4                                                 | НСЗ                                                |
| Москва                     | 50,2                                                 | НСЗ                                                |
| Чукотский автономный округ | 50,1                                                 | НСЗ                                                |
| Московская область         | 50,0                                                 | НСЗ                                                |
| Республика Башкортостан    | 49,3                                                 | НСЗ                                                |
| Нижегородская область      | 49,2                                                 | НСЗ                                                |

Минздрав также отрицал рейтинг ЮНЭЙДС, в котором Россия входит в пятёрку мировых лидеров по темпам распространения ВИЧ-инфекции — по его данным, за 2019—2021 годы заболеваемость упала на 31,4 % (с 58,6 до 40,2 в пересчёте на 100 тыс. человек). Цифры Роспотребнадзора, наоборот, соответствуют данным Объединённой программы ООН по ВИЧ/СПИДу — 48,7 на 100 тыс. населения или, ориентировочно, 71 тыс. новых случаев в 2021-м. В Европейском регионе ВОЗ Россия лидировала по числу впервые диагностированных ВИЧ-инфекций — на неё приходилось 55 % всех случаев, из них почти треть была диагностирована на поздних стадиях. На 2022-й поражённость ВИЧ-инфекцией составила 794,7 случая на 100 тыс. населения. Для сравнения, в 2020-м это число составляло только 754,8. С ВИЧ жило 1,4-1,5 % населения в возрасте от 15 до 49 лет.
Российские активисты характеризуют положение как критическое: сооснователь фонда «СПИД.Центр» Антон Красовский описывал сложившуюся в стране ситуацию как крупнейшую эпидемию в мире уже в 2015-м. Через четыре года инфекционист Вадим Покровский отнёс ситуацию в наиболее поражённых регионах к генерализованной стадии эпидемии, когда вирус распространяется за пределы уязвимых групп. В 2023 году Покровский относил к генерализованной (последней) стадии эпидемии ВИЧ каждый третий регион страны.
В международной практике ситуации в России также приписывают характер эпидемии.

### Смертность
На ранних этапах распространения эпидемии основные уязвимые группы неохотно проходили обследование на ВИЧ и отказывались от терапии. В результате медицинские службы не могли своевременно отслеживать распространение вируса, а носители узнавали о своём диагнозе на последних стадиях болезни. В 2000—2007 годах прирост стандартизованного коэффициента смертности от ВИЧ составлял 54 % у мужчин и 69 % у женщин. К концу периода показатель достиг количества 4,3 случаев на 100 тысяч жителей. Только за 2007-й число умерших превысило 3,5 тысячи человек.
Коэффициент заболеваемости ВИЧ за 2007—2017 годы вырос с 187,3 до 472 случаев на 100 тысяч человек. Рост числа носителей указывал на запоздалую постановку диагноза, низкий охват терапией и позднее её начало. В результате коэффициент смертности от ВИЧ за тот же промежуток вырос в 5,5 раз, бо́льшая часть инфицированных умирала в трудоспособном возрасте (от 20 до 59 лет). За десять лет доля ВИЧ-положительных в общей численности умерших от инфекционных и паразитарных заболеваний выросла с 11 % до 57 %. Коэффициент смертности сильно варьировался по стране, образуя кластеры высокой смертности (более 21 случая на 100 тысяч населения): Средняя Волга и Урал (Самарская, Ульяновская, Оренбургская, Свердловская, Челябинская и Тюменская области); юг Западной Сибири (Кемеровская и Новосибирская области, Алтайский край); Прибайкальский район (Иркутская область, Бурятия). Глава Федерального центра по профилактике и борьбе со СПИДом Вадим Покровский считает, что при сохранении подобных темпов к 2031 году уровень смертности от ВИЧ-инфекции превысит уровень смертности от новообразований.
На протяжении первых двух десятилетий XXI века наблюдался стремительный рост смертности от ВИЧ-инфекции как у мужчин, так и у женщин. Наиболее высокие показатели отмечали в областях Сибирского и Уральского федеральных округов. Негативно на статистику смертности среди ВИЧ-положительных сказалась пандемия COVID-19. Они тяжелее переносили новый вирус, и, предположительно в результате этого, число смертей среди них по итогам первых 10 месяцев 2021 года выросло на 5,4 % по сравнению с 2020-м. За весь период наблюдений к началу 2022 года от ВИЧ в России умерло 424,9 тыс. человек или 27,2 % всех выявленных случаев. При этом 15 % от этого числа умерло за два последних года — около 32 тыс. в 2020-м и 34 тыс. в 2021-м. На ВИЧ приходилась половина от всех смертей от инфекций в стране.
Рост кумулятивного числа зарегистрированных случаев ВИЧ-инфекции у граждан России в 1987—2021 годы

### Трудности в подсчётах
Государственные службы и исследователи приводят противоречивую статистику заболеваемости ВИЧ, что связано с разными методами подсчёта.
- Министерство здравоохранения учитывает количество людей, обратившихся за медицинской помощью и представивших паспорт и СНИЛС. Пресс-служба Минздрава России называет собственные данные «единственным официальным и наиболее точным источником информации о ситуации с ВИЧ-инфекцией в стране», так как все остальные системы подсчёта носят оценочный характер[120].
- Роспотребнадзор учитывает процент ВИЧ-положительных результатов в общем количестве проведённых тестов крови. По состоянию на 2018 год Россия являлась единственной страной в мире, практикующей полицевой учёт пациентов с ВИЧ. Ряд экспертов критиковал действовавшую систему. По мнению академика Вадима Покровского, такая практика приводит к разнице между фиксируемым и реальными показателями[121].
- Прогнозируемая система оценки учитывает данные медицинского обследования беременных женщин, обследований здоровья населения (на уровне домохозяйств) и групп населения с высоким риском заражения ВИЧ-инфекций, данные регистрации выявленных случаев заболевания, а также данные всех других видов наблюдения. На их основе учёные определяют предполагаемое количество ВИЧ-положительных и погрешность расчётов[16][112].

## Уязвимые группы и пути распространения
В естественных условиях вирус иммунодефицита передаётся от человека к человеку горизонтально (при половых контактах, переливании крови, использовании нестерильных инъекционных инструментов), а также вертикально (от матери к ребёнку во время беременности, родов или кормления грудью). Отмечены случаи заражения ВИЧ при пересадке органов и искусственном оплодотворении с использованием контаминированных донорских материалов. В результате всё население страны потенциально подвержено риску инфицирования. Но основные каналы передачи вируса определяют наиболее уязвимые группы: секс-работники, потребители инъекционных наркотиков, гомосексуалы. С течением времени их соотношение в общем числе ВИЧ-положительных менялось.
Горизонтальный канал
На ранней стадии эпидемии в 1996—1999 годах чаще всего вирус передавался через инъекционное введение наркотиков (78,6 % всех известных случаев). С началом нового столетия их доля среди нововыявленных случаев постепенно снижалась: с 95,6 % в 2000 году до 61,3 % в 2007-м. Но этот способ инфицирования оставался доминирующим. К 2009 году в 46 субъектах России уровень инфицирования среди ПИН превышал 5 %, в 13 субъектах — 20 % (Чеченская республика и республика Бурятия, Калининградская, Ленинградская, Тверская, Рязанская, Орловская, Челябинская, Свердловская, Иркутская, Ульяновская и Читинская области, а также Санкт-Петербург). К 2012 году ПИН являлись наиболее поражённой группой ВИЧ-уязвимых, в разных регионах они составляли от 6,4 % до 58,5 % среди носителей. Характер эпидемии ВИЧ среди этой группы населения носил ярко выраженную территориальную специфику. Традиционно критическая ситуация по ВИЧ наблюдалась в регионах, где кустарно изготовляли наркотические средства. Одновременно количество ВИЧ-инфицированных КСР колебалось в разных регионах от 3,8 % до 11,6 %, гомосексуалы — от 5,2 % до 14,8 %.
В 2000-х годах начал распространяться способ передачи вируса через сексуальные контакты. Уже с 2004 года в 43 субъектах страны ВИЧ-положительных, заразившихся половым путём, было больше, чем получивших вирус во время употребления инъекционных наркотиков. Через год в половине регионов России преобладал половой путь инфицирования, пропорции заражённых среди мужчин и женщин стали сопоставимы. Если в 1987—2001 годах доля ВИЧ-положительных женщин составляла 22 %, то в 2004—2006 годах к ним относили 42—44 % новых случаев. В последующие годы именно половой путь заражения оставался наиболее распространённым среди ВИЧ-положительных женщин. На конец 2009 года он составлял 61,8 % новых случаев. Для мужчин лидирующим оставался парентеральный способ заражения. В тот же период к нему относилось 76,1 % впервые выявленных носителей мужского пола и 78,0 % от всех лиц с известными причинами заражения. Это свидетельствовало о доминировании мужчин в половом составе носителей. Тенденция сохранялась в последующие годы: в 2017-м мужчины преобладали как в общей структуре носителей — 61,5 %, так и среди впервые установленных ВИЧ-положительных — 56,3 %.
Во втором десятилетии XXI века доля зарегистрированных ВИЧ-инфицированных наркопотребителей начала снижаться. Если в 2015 году на 100 тысяч жителей приходилось 203,6 ПИН с ВИЧ, то через год — только 151,3. Всего с 2012 по 2018 год количество заражённых при употреблении инфекционных наркотиков снизилось с 56 % до 33 %. В 2019-м более половины впервые выявленных носителей были инфицированы при гетеросексуальных контактах (62,7 %), при употреблении наркотиков — только 33,6 %, при гомосексуальных контактах −2,5 %.
Эпидемиологи выделяют в самостоятельную уязвимую группу людей, регулярно вступающих в половые контакты (пользователей услуг секс-работников, молодёжь, мигрантов и лиц, склонных к промискуитету). Но распространённое в обществе мнение, что риску заражения подвержены исключительно люди с большим количеством половых партнёров, — ошибочно. К 2014-му 1,5 % мужчин и женщин в сексуально активной возрастной группе (25—35 лет) являлись носителями ВИЧ, что свидетельствовало о высоком шансе заражения даже при наличии одного партнёра. В особой зоне риска находится молодёжь (15—29 лет), которая по разным причинам часто не способна защититься от вируса. Так, опросы населения 2009 года показывали, что опасное сексуальное поведение практиковала значительная часть молодых людей, хотя большинство опрошенных знало о реальном риске инфицирования. Увеличение процента заражённых половым путём требовало внедрения программ гигиенического воспитания и образование молодёжи.
Секс-работники подлежат обязательному тестированию при задержании полицией. При этом в России существует уголовное преследование за распространение ВИЧ-инфекции. В результате представители этой уязвимой группы неохотно проходят обследование самостоятельно и принимают антиретровирусную терапию (АРВТ). Согласно исследованиям, в 2005-м 64 % секс-работников в возрасте 20—24 лет имели положительную реакцию на ВИЧ. Через четыре года процент КСР в общем числе ВИЧ-инфицированных варьировался от 4,5 % в Москве до 20 % в Иркутске. Коммерческие секс-работники, как и ПИН, склонны к маргинальному поведению и совершению преступлений. В результате уязвимой группой также являются осуждённые и лица, содержащиеся под стражей. Опрос, проведённый в Российских пенитенциарных заведениях в начале 2000-х годов, показал, что только 10 % — 15 % осуждённых не имели сексуальных контактов (добровольных или насильственных) во время заключения. По данным Красного креста, в начале XXI века концентрация ВИЧ-инфицированных в общем числе заключённых была в 26 раз выше, чем в основной массе населения. Число случаев заражения ВИЧ, зарегистрированных в системе пенитенциарных учреждений России, возросло с 7,5 тысячи случаев в 1999 году до 32 тысяч в 2005-м. На конец 2009 года в учреждениях Федеральной службы исполнения наказаний содержалось 55 964 ВИЧ-положительных (около 11 % от общего числа носителей в стране). Статус ВИЧ у заключённых не является основанием для условно-досрочного освобождения. При этом условия содержания и лечение могут не соответствовать необходимым нормам. Так, В 2018-м в одной из колоний Мурманской области вспыхнул бунт, в частности, из-за отсутствия должного лечения. В Европейский суд по правам человека неоднократно поступали иски от родственников заключённых, умерших от ВИЧ в результате отсутствия терапии. Плохая подготовленность пенитенциарных учреждений России в 2020 году грозила эпидемией коронавируса, летальные исходы от которого могли маскировать под смерть от вторичных заболеваний ВИЧ.
Первыми выявленными ВИЧ-инфицированными в стране были мужчины, практикующие секс с мужчинами. Но масштабы распространения ВИЧ среди этой группы в России плохо изучены. В 1995—1996 годах процент новых заражений через гомосексуальные контакты резко сократился с 55 % до 7 %. Но, по мнению ряда эпидемиологов, мужчины, практикующие секс с мужчинами, подвергают себя бо́льшему риску, так как относительно часто меняют половых партнёров и места проживания, что может привести к росту числа носителей. Если в 2000 году официально было зарегистрировано 0,2 % ВИЧ-положительных из этой группы, то в 2004 году выявляли уже 0,5 %, в 2016 году — менее 2 %. За весь период наблюдений к 2009 году выявили 2289 би- и гомосексуалов с ВИЧ.Тем не менее академик Вадим Покровский отмечал высокую осознанность среди би- и гомосексуалов, которые зачастую применяют дополнительные меры защиты.

### Вертикальный канал заражения
Вертикальный канал передачи ВИЧ-инфекции (от матери к ребёнку) был распространён на ранней стадии эпидемии. Благодаря развитию антиретровирусной терапии, удалось уменьшить число таких заражений. Без профилактических мер риск вертикальной передачи вируса во время родов составляет от 25 до 50 % (показатель зависит от вирусной нагрузки и здоровья матери). При прохождении терапии риск резко снижается. В 1987—2015 годах только у 6 % детей, рождённых от ВИЧ-положительных матерей, обнаружили антитела вируса. К 2015 году показатель сократился до 2,2 %, что являлось одним из лучших значений в мире. Результат удалось достичь благодаря развитию системы профилактики перинатальной передачи ВИЧ. К 2018 году под диспансерным наблюдением находилось 93 % ВИЧ-инфицированных рожениц. Из них около 2/3 уже знали о наличии инфекции до наступления беременности. Охват диспансерным наблюдением детей с ВИЧ-инфекцией составил 99 %, охват антиретровирусной терапией — 91 %. Данные 2019 года свидетельствовали, что при своевременной терапии риск можно снизить до 1,2 %. Только у 165 детей из 13747, рождённых от ВИЧ-положительных матерей, обнаружили штамм вируса в первый год жизни. Ещё 63 ребёнка инфицировались ВИЧ во время кормления. За весь период наблюдения к концу 2019 года в России родилось 205 675 живых детей от ВИЧ-инфицированных матерей, антитела к вирусу были выявлены у 11 322.
Медикаментозная профилактика вертикальной передачи ВИЧ-инфекции заключается в тестировании беременных женщин и назначении антиретровирусных препаратов матери и ребёнку. Если у женщины нет показаний для постоянной АРВТ, ей назначают лечение с 26—28 недели беременности, во время родов и ребёнку — после рождения. Санитарные нормы разрешают родоразрешение при вирусной нагрузке у матери более 1.000 копий РНК ВИЧ на миллилитр плазмы. Если вирусная нагрузка неизвестна, практикуют кесарево сечение (после 38-й недели беременности). Матерей мотивируют отказаться от грудного вскармливания. Химиопрофилактику детям ВИЧ-положительных матерей назначают с первых часов жизни, но не позднее трёх суток после рождения или с момента последнего вскармливания материнским молоком (при условии его дальнейшей отмены).
В России законодательно закреплено двукратное тестирование на ВИЧ всех беременных, обратившихся в женские консультации, в высоко поражённых ВИЧ-инфекцией регионах внедрено тестирование на ВИЧ супругов и половых партнёров беременных. Несмотря на обязательный характер обследования, по состоянию на 2011-й в отдельных регионах анализы проводили на платной основе.
Динамика числа ВИЧ-инфицированных в России по основным известным факторам заражения, 1987—2018 годы

## Ситуация в федеральных округах
Статистика распространения ВИЧ варьируется в разных регионах страны, так как она зависит от ряда географических, социальных и экономических факторов. Наиболее поражённые территории отличаются ярко выраженным социальным неравенством. ВИЧ-инфекция усугубляет экономико-социальное положение, влияя на демографическую ситуацию, а также на возрастную и половую структуру населения.
В 2006 году около 60 % всех зарегистрированных случаев ВИЧ-инфекции относилось к 10 регионам: Свердловской, Московской, Самарской, Иркутской, Челябинской, Оренбургской и Ленинградской областям, Санкт-Петербургу, Москве, Ханты-Мансийскому автономному округу — Югре.
В последующие годы наблюдался рост числа регионов, где было инфицировано более 0,5 % населения. Если в 2014 году таких территорий было 22, то в 2018 году уже — 35. К наиболее поражённым относили: Ивановскую, Иркутскую, Кемеровскую, Курганскую, Ленинградскую, Московскую, Мурманскую, Новосибирскую, Омскую, Оренбургскую, Самарскую, Свердловскую, Тверскую, Томскую, Тюменскую, Ульяновскую и Челябинскую области, Санкт-Петербург, Ханты-Мансийский автономный округ — Югра, Республику Крым, Пермский, Красноярский и Алтайский края. В 2022-м динамика сохранялась, и самые высокие показатели заболеваемости ВИЧ также отмечали в Сибирском и Уральском федеральных округах.
Динамика заболеваемости ВИЧ в федеральных округах 2000—2020 годы

### Центральный федеральный округ
Эпидемиологическая ситуация разных регионов Центрального федерального округа (ЦФО) сильно отличается. Так, в 2009—2012 годах усреднённый прирост ВИЧ-инфицированных в ЦФО составил 32,5 %. Максимальные показатели отмечались в Липецкой (56,1 %), Смоленской (53,2 %) и Воронежской (50,75 %) областях, минимальный — в Тульской (23,4 %). При этом округ входил в тройку лидеров по уровню первичной инвалидности вследствие болезней, вызванных ВИЧ. Рост больных СПИДом по ЦФО составил 86,6 %, числа умерших людей с ВИЧ — 83,7 %. К 2020 году общее количество ВИЧ-инфицированных достигло 206,9 тысячи, при этом регион традиционно относился к лидерам по количеству по охвату тестированием (более 21-29 % в 2013—2020 годах).
Лидером по количеству тестов и выявленных случаев в федеральном округе на 2019—2020 годы являлась Москва — на почти 4 млн обследованных сывороток было выявлено около 10 тыс. ВИЧ-положительных. Для сравнения во втором лидирующем регионе — Московской области — было проведено всего 1,7 млн тестов с положительными результатами у 3,7 тыс. Человек. Ситуация в двух субъектах всё равно была лучше, чем у большинства регионов — например, в Кемеровской области на 600 тыс. обследованных выявили 3,6 тыс. случаев ВИЧ. На относительно неплохую статистику в центральных областях влияет хорошее региональное финансирование и более высокий уровень жизни. Так, в 2019-м Московская область занимала второе место в стране по числу лиц, получающих антиретровирусную терапию. С другой стороны, по словам главы Научного центра по профилактике и борьбе со СПИДом ЦНИИ Эпидемиологии Роспотребнадзора Вадима Покровского, на московскую статистику заболеваемости ВИЧ-инфекцией влияет специфика сбора данных, которая учитывает только людей, имеющих московскую прописку. С учётом проживающих в столице иногородних реальная распространённость вируса может быть значительно выше.

### Северо-Западный федеральный округ
Северо-Западный федеральный округ (СЗФО) как административно-территориальная единица был сформирован указом президента в мае 2000 года. Но фактически первые случаи ВИЧ-инфицирования на его территории выявляли с начала эпидемии в 1987 году. В начале XXI века через Ленинградскую область проходил крупный наркотрафик, что способствовало быстрому распространению вируса. В 2005 году заболеваемость составляла 310,3 случая на 100 тысяч обследованных, через четыре года — 367,8. Наиболее поражёнными территориями являлись Санкт-Петербург, где показатель практически достиг 1 % от всего населения, Ленинградская область — 0,7 %, Калининградская область — 0,5 %, Мурманская область — 0,45 %. К 2015 году СЗФО по общему числу носителей находился на пятом месте после Приволжского, Сибирского, Уральского и Центрального федеральных округов. Средний показатель выявляемости составлял 303,8 случая на каждые 100 тысяч обследований. Наименьшую заболеваемость фиксировали в регионах Крайнего Севера: в Ненецком автономном округе и Архангельской области. Лидерами по заболеваемости являлись Санкт-Петербург, Ленинградская, Калининградская и Мурманская области. При этом наибольший годовой прирост новых случаев ВИЧ отмечен в Республике Коми (80,7 %), что связано с соседством Уральского федерального округа.
К 2015 году на территории СЗФО было зарегистрировано более 109 тыс. ВИЧ-инфицированных, что составляло 12 % от общего числа носителей в стране. Заболеваемость составила 43,5 случая на каждые 100 тысяч жителей. В последующие пять лет показатель снизился до 33,7, но общее число носителей продолжало расти. В 2020-м в округе насчитывалось более 115 тыс. людей с ВИЧ.

### Южный федеральный округ
Южный федеральный округ (ЮФО) относят к территориям со стабильной ВИЧ-ситуацией. Тем не менее в 2010 году при относительно высоком уровне обследований среди групп риска в целом по округу фиксировали недостаточную выявляемость. В этот период показатель составлял 133,4 случая на 100 тысяч жителей. Однако большой процент ВИЧ-положительных среди туберкулезных больных (2172,9 на 100 тысяч населения) косвенно указывал, что распространённость в регионе выше. Это могло быть связано с недостаточным числом обследований. ЮФО и СКФО занимали последние места по общему числу анализов в расчёте на одного жителя (0,156 и 0,094 соответственно).
К 2020 году ситуация сохранялась — в ЮФО было обследовано 26,7 % из каждых 100 тыс. населения против среднего по стране 27,7 %. Общее число ВИЧ-положительных составляло 83,3 тыс. человек. Наиболее проблемными регионами являлись Республика Крым и Краснодарский край, в каждом из которых проживало более 22 тысяч ВИЧ-инфицированных. Наиболее благоприятная ситуация в округе наблюдалась в Республике Калмыкия, где было зарегистрировано всего 292 носителя.

### Северо-Кавказский федеральный округ
По состоянию на 2018 год Северо-Кавказский федеральный округ (СКФО) являлся наиболее благоприятным регионом. За весь период наблюдения с 1988 года на его территории было зарегистрировано около 17 тысяч носителей, из них более 5 тысяч — в наиболее поражённом Ставропольском крае. На показателях напрямую сказывались культурные особенности региона. С одной стороны, (порицание добрачных половых связей снижало их число, с другой стороны, табуированность темы снижала количество тестирований — в 2020-м процент обследованных в пересчёте на 100 тыс. населения был самым низким в стране (24,1 %).

### Приволжский федеральный округ
С начала XXI века Приволжский федеральный округ (ПФО) является территорией с высоким уровнем поражённости населения ВИЧ-инфекцией и показателями заболеваемости, превышающими среднероссийские значения. Опросы населения в первом десятилетии свидетельствовали о плохой профилактической работе в регионе. Так, в 2009 году только 25,5 % респондентов в Татарстане осознавали риск заразиться ВИЧ во время полового акта. К 2013 году более 65 % территорий ПФО характеризовалось высоким уровнем распространения ВИЧ. По состоянию на 2020 год ПФО являлся лидером по абсолютному числу зарегистрированных ВИЧ-инфицированных (более 244 тысяч). Наиболее поражённым регионом являлась Самарская область, где было зарегистрировано более 57 тысяч носителей ВИЧ. В Оренбургской области — втором по рейтингу — почти в два раза меньше (30 тыс.). Эпидемиологическая ситуация в ПФО осложнялась распространённостью штаммов, устойчивых к АРВТ.

### Уральский федеральный округ
Начиная с первого десятилетия XXI века, в Уральском федеральном округе (УрФО) наблюдалась сложная эпидемиологическая ситуация. Если за 1999—2001 годы в целом по России заболеваемость увеличилась в 2,4 раза (с 20,7 до 50,9 случаев на 100 тысяч жителей), то в УрФО — в 15 раз (с 11,2 до 168,4). Лидерами округа стали Свердловская, Челябинская и Тюменская области, где проживало большое количество ПИН. Благодаря профилактической работе среди наркопотребителей в последующие годы удалось замедлить скорость распространения вируса. В 2005 году заболеваемость составила 50,4 человека на 100 тысяч жителей, в 2010-м рост возобновился и показатель достиг 85,7. В 2008—2015 годах наибольшее количество тестирований проводили в наименее поражённом регионе — Ямало-Ненецком автономном округе. Показатель обследований среди ПИН по УрФО превышал среднероссийский: 1,38 % против 0,9 % от общего числа тестирований. Но в целом по округу наблюдалась недовыявляемость, что сказывалось на скорости распространения ВИЧ. Так, в Курганской области в 2008—2014 годах заболеваемость выросла более чем в шесть раз. Хотя в 2015—2020 показатель заболеваемости заметно снизился с 135,6 до 78,7 случаев на 100 тысяч населения, но всё равно превышал среднероссийский показатель более чем в полтора раза. К 2020 году общее количество зарегистрированных людей с ВИЧ на территории УрФО составило 185 тыс. человек, из них 43 % в наиболее поражённой Свердловской области.

### Сибирский федеральный округ
На начальном этапе развития эпидемии ВИЧ в России Сибирский федеральный округ (СФО) характеризовался довольно низким уровнем поражённости. Первые 2 случая выявили в 1989 году, они были связаны с внутрибольничным заражением детей. Вплоть до 1996 года на территории округа фиксировали только единичные случаи, общее число заражённых достигло 44 человек. В 1999 году вирус начал быстро распространяться среди ПИН Иркутской области, где за год зарегистрировали более трёх тысяч новых носителей. В 1999 году число заражённых выросло в 28,8 раз. В течение четырёх лет вирус распространился по Республике Бурятия, Кемеровской области, Алтайскому и Красноярскому краям. Заболеваемость варьировалась в этих регионах от 24,2 до 62,6 случаев на 100 тысяч жителей. С начала XXI века СФО являлся лидером по числу ПИН, что отразилось на темпах распространения ВИЧ. Уже к 2005 году заболеваемость в округе превысила общероссийский показатель в 1,9 раза. К 2012 году наиболее неблагополучная ситуация по ВИЧ наблюдалась в Иркутской, Кемеровской, Новосибирской областях, Алтайском и Красноярском краях. На фоне роста заболеваемости и сложного состава носителей с большим процентом ПИН по округу
распространялись рекомбинантные штаммы, устойчивые к АРВТ. К 2020 году общее число носителей в СФО достигло 237 тыс. человек, хотя заболеваемость снизилась до 94,3 случаев на 100 тыс. населения (с 127,5 в 2019-м). Наиболее поражёнными регионами являлись Кемеровская, Иркутская, Новосибирская области, наименее — Республика Тыва.
Абсолютное число впервые зарегистрированных случаев ВИЧ-инфекции в Сибирском федеральном округе в 1989—2012 годы

### Дальневосточный федеральный округ
Ситуация по ВИЧ в Восточной Сибири и на Дальнем Востоке изучена меньше других территорий страны. В 2006—2018 годах в Дальневосточном федеральном округе (ДФО) средний годовой прирост числа ВИЧ-инфицированных составил 8,64 %. По состоянию на 2010 год в ДФО было зарегистрировано более 11 тысяч людей с ВИЧ, из которых 72,4 % проживали в Приморском крае. Внутри него распределение носителей было неравномерным: в Тернейском, Ольгинском, Чугуевском, Красноармейском, Лазовском и Анучинском районах фиксировали спорадическую заболеваемость. Такая ситуация объяснялась труднодоступностью территорий, их отдалённостью от крупных очагов заражения — Уссурийска (73,94 случая на 100 тысяч человек), Дальнереченска (70,11), Артёма (55,19), Партизанска (48,37), Находки (48,29).
К 2020 году поражённость в ДФО была практически в два раза ниже среднероссийского показателя и составляла примерно 39 случаев на каждые 100 тысяч жителей. Наиболее поражёнными регионами являлись Приморский край, Республика Бурятия, Забайкальский край, на которые приходилось около 70 % всех ВИЧ-инфицированных округа.

## Практика ВИЧ-обследований
Согласно предписанию 1990-го стандартными группами для скринингового тестирования на ВИЧ являлись гомо- и бисексуалы, лица с беспорядочными половыми связями, коммерческие секс-работники, реципиенты препаратов крови, военнослужащие, граждане, выезжавшие за рубеж на срок более месяца, или иностранцы, прибывшие на срок более трёх месяцев. Но федеральный закон о предупреждении распространения ВИЧ от 1995-го предусматривал обязательное тестирование только для доноров любых биологических жидкостей, тканей и органов; а также врачей и научных сотрудников, работа которых связана с частицами вируса. В последующие годы список дополнили другими уязвимыми группами: лица, находящихся в местах лишения свободы (1996), беременные женщины (1997), персонал акушерско-гинекологических отделений (1999), поступающие в военные ВУЗы и на военную службу по контракту (1998), лица, получающие российское гражданство (2003). Кроме того, в соответствии с нормативными документами ФСИН все поступающие в места лишения свободы обследуются на ВИЧ.
Добровольное тестирование на ВИЧ может бесплатно пройти любой. Но в большинстве случаев освидетельствование проводят по рекомендации врача, реже — по инициативе обследуемого. Основную часть обследуемых составляют люди в возрасте 15—49 лет, старшее поколение и дети — чаще всего при наличии соответствующих показаний.
В России стандартная процедура диагностики ВИЧ-инфекции предусматривает иммуноферментный анализ. Он позволяет проводить большое количество исследований, но может давать ложноположительные результаты. Чтобы окончательно поставить диагноз, положительные анализы подтверждают с помощью метода иммунного блоттинга с антигенами ВИЧ в модификации Western Blot. С 2007-го также применяют полимеразную цепную реакцию. Вместе с данными об эпидемиологических и клинических критериях она позволяет сделать вывод о наличии ВИЧ-инфекции у лиц с ложноположительным, ложноотрицательным или сомнительным результатом других анализов. Для детей младше года, рождённых от ВИЧ-матерей, используют методы, направленные на выявление генетического материала ВИЧ (ДНК или РНК). Их могут снять с диспансерного учёта только в возрасте 18 месяцев после нескольких тестов, отсутствия выраженной гипогаммаглобулинемии и клинических проявлений.
Для эффективной терапии необходимо своевременное прохождение тестирования, поэтому основные программы ВОЗ направлены на повышение доступности обследований. В СССР только за 1988 год на ВИЧ было обследовано 9,5 миллионов человек, через год — 6,5 миллионов. В 1990—2006 годах тестирование проходило по 20—24 миллионов человек. Но по состоянию на 2006-й представители уязвимых групп населения составляли только 10 % от общего числа обследованных. К 2019-му тенденция сохранилась: охват тестирования в уязвимых группах составил только 4,1 %. При этом к ним относилось 21 % новых случаев ВИЧ-инфекции. Всего за год было обследовано более 43 миллионов образцов крови (27,6 тестов на каждые 100 человек населения). Но по свидетельству активистов, власти пытались искусственно увеличить число обследованных, чтобы показатели приблизились к предписанным ВОЗ нормам. Например, годом ранее предполаголось включить в список обязательных к ежегодному обследованию детей ВИЧ-инфицированных родителей.
| Год  | Обследований | Серопозитивны к ВИЧ | Число серопозитивных на 100 тысяч тестов |
| ---- | ------------ | ------------------- | ---------------------------------------- |
| 2001 | 23996849     | 89548               | 373,2                                    |
| 2002 | 24298575     | 52930               | 217,8                                    |
| 2003 | 21900300     | 40021               | 182,7                                    |
| 2004 | 21786502     | 37929               | 174,1                                    |
| 2005 | 21394983     | 40239               | 188,1                                    |
| 2006 | 22024278     | 43915               | 199,4                                    |
| 2007 | 24340294     | 49946               | 205,2                                    |
| 2008 | 24918166     | 56576               | 227,0                                    |
| 2009 | 26368843     | 59503               | 225,7                                    |
| 2010 | 25982486     | 59877               | 230,5                                    |
| 2011 | 25812467     | 63970               | 247,8                                    |
| 2012 | 27286151     | 72782               | 266,7                                    |
| 2013 | 28327314     | 81898               | 289,1                                    |
| 2014 | 29878681     | 93659               | 313,5                                    |
| 2015 | 30750547     | 101556              | 330,3                                    |
| 2016 | 32855597     | 104905              | 319,3                                    |
| 2017 | 36445059     | 109329              | 300,0                                    |
| 2018 | 40485246     | 106172              | 262,2                                    |
| 2019 | 43131010     | 99379               | 230,3                                    |
| 2020 | 37076569     | 75133               | 202,6                                    |
| 2021 | 43157696     | 94216               | 218,3                                    |
| 2022 | 48401847     | 86239               | 178,2                                    |
| 2023 | 52109335     | 85481               | 164,0                                    |

## Антиретровирусная терапия в России

### Особенности терапии в России
Антиретровирусная терапия (АРВТ) не элиминирует ВИЧ, но угнетает его размножение. Благодаря этому носитель может жить в бессимптомной стадии, развитие вторичных заболеваний замедляется. Одновременно терапия служит профилактической мерой и снижает заразность людей с ВИЧ. АРВТ представляет собой постоянную комбинированную этиотропную терапию. Лечение и контроль за ней осуществляют в центры по профилактике и борьбе со СПИД во всех субъектах России.
Антиретровирусную терапию ВИЧ и СПИДа впервые применили в 1987 году в США. Она строилась на основе нуклеотидного препарата «Азидотимидин». Академик Вадим Покровский сообщал, что «нулевой пациент» в СССР также получал этот медикамент. Но полноценной системы АРВТ в стране на тот момент не существовало, не у всех инфицированных определяли вирусную нагрузку. С конца 1995 года врачи используют ингибиторы, которые легли в основу комбинированной АРВТ. Она подразумевает одновременное использование двух нуклеозидных аналогов обратной транскриптазы и одного ингибитора протеазы ВИЧ. В 1999 году академик Александр Краевский изобрёл и зарегистрировал первый российский препарат АВРТ — Фосвазит. Он представляет вещество, которое образуется при фосфорилировании Азидотимидина в человеческом организме. Клинические исследования показали, что 89 % пациентов хорошо переносят препарат, что позволило увеличить его дозировку в системах АРВТ. В последующее десятилетие были разработаны другие препараты, что позволило составлять более 200 схем терапии.
В мировой практике ВИЧ-инфицированным назначают курс лечения сразу после выявления антител к вирусу, когда иммунитет недостаточно ослаблен. В России медикаменты выписывают, когда уровень иммунных клеток CD4 падает до отметки в 350 единиц. В 2019 году специалист по ВИЧ в Министерстве здравоохранения Евгений Ворнин сообщал, что официально 90 % носителей ВИЧ с таким показателем получали лечение. Но ряд эпидемиологов и активистов свидетельствует, что ради экономии врачи откладывали лечение, уговаривая пациентов добровольно отказываться от него. Зачастую терапию не назначают вплоть до показателя в 200 единиц, что могло привести к смерти пациента от СПИДа. В отдельных регионах препараты выписывают только после прохождения специальных тренингов. Такой подход усложняет получение жизненно важных лекарств: не все вновь выявленные носители ВИЧ способны пройти обучающий курс по состоянию здоровья. Также, по свидетельству активистов, врачи могут назначать начальную схему лечения без учёта анализов и личной непереносимости пациентов. Только при условии, что стандартные курсы не подходят пациенту, медработники проводят специальное тестирование.
Перерывы в лечении и его прекращение приводят к развитию резистентности вируса. В России наблюдается сложный состав пациентов, в частности ПИН, которые часто отказываются от регулярного приёма медикаментов. Так, только за 2019-й около 36 тысяч человек прервали курс АРВТ. Кроме того, вирус постоянно мутирует и появляются штаммы, устойчивые ко всем классам препаратов АРВТ. В 2015—2019 годах у 5,2 % пациентов, не проходивших ранее терапию, выявили лекарственную устойчивость ВИЧ.

Несмотря на побочные эффекты и необходимость чётко следовать плану лечения, АРВТ является наиболее эффективным средством по поддержанию жизни ВИЧ-положительных. Развитие системы АРВТ позволило уже к 2017-му увеличить среднюю продолжительность жизни ВИЧ-положительных в США и Европе до 78 лет. У 85 % носителей, принимавших АРВТ, вирусная нагрузка не определялась. Такой результат возможен только при регулярном приёме препаратов с ранних стадий инфицирования. Тем не менее, результаты исследований не отражают ситуацию в России, хоть и помогают развеять стереотипы и избавить от стигматизации носителей. Академик Вадим Покровский отмечал также необходимость комплексных мер: 
Если один раз человек заразился ВИЧ, то он останется заражённым на всю жизнь. Население нашей страны не растёт, поэтому процент инфицированного населения возрастает. Это будет продолжаться, пока не будут сокращаться новые случаи заражения, пока их не станет меньше, чем число ВИЧ-инфицированных людей, которые умирают. Сейчас Минздрав ставит главную ставку на то, чтобы предоставить как можно большему количеству ВИЧ-инфицированных людей антивирусные препараты. И те, кто получают лечение, менее заразны. Но данные, которые получены в Африке, показывают, что, несмотря на то, что там охват лечения достигает 90 процентов, тот показатель, к которому у нас стремится Минздрав, тем не менее, это сокращает количество новых случаев только на 10—30 %. Само собой, что лечить всех у кого ВИЧ-инфекция нужно, с этим никто не спорит, но кроме этого надо ещё заниматься обучением людей, как им не заражаться ВИЧ-инфекцией.
В 2020 году организация «Пациентский контроль» провела данный опрос с целью узнать, какой объём денежных средств вынуждены затрачивать граждане РФ для получения медицинского наблюдения при ВИЧ-инфекции, включая транспортные расходы, приобретение лекарственных препаратов, прохождение платной диагностики и/или посещение платных специалистов. Согласно результатам опроса, за свои деньги покупают антивирусную терапию 12 % ВИЧ-положительных россиян
Доступ к терапии заметно сократился после вторжения России на Украину и введения ответных западных санкций. В 2021—2022 годах Минздрав сократил долю не имеющих аналогов дорогих зарубежных препаратов для лечения ВИЧ с 67,3 % до 55 % от общего объёма закупок АРТ. Уже в ноябре организация «Пациентский контроль» заявила о дефиците «Эвиплеры» производства Johnson & Johnson — одного из самых дорогих и популярных комбинированных препаратов. О нехватках сообщали в 12 регионах, из которых особенно острый дефицит был в Тверской области, республиках Коми и Крым. Из общего числа инфицированных, по оценкам исследования британской благотворительной организации NAM, в 2022-м только 45 % получали антиретровирусную терапию. В феврале 2023 года СМИ сообщали, что в некоторых колониях заключённым начали отказывать в жизненно необходимой терапии.
К середине 2023 года минимум в 18 регионах страны не хватало лекарств, и охват терапией, по независимым оценкам, был на уровне 30 % от общего числа нуждающихся. Наиболее неблагоприятная ситуация сложилась в Санкт-Петербурге, Ленинградской, Свердловской и Тюменской областях. Например, Комитет здравоохранения Санкт-Петербурга признал недостаток лекарств на сумму более 450 млн рублей, Ленинградская область недополучила от Минздрава 60 % препаратов. Врачи старались заменять схемы на более дешёвые аналоги, от которых у людей возникали серьёзные побочные эффекты. Активисты называли нехватку «катастрофической» и самой масштабной за последние 5—6 лет. Общественные организации из трёх десятков городов страны обратились в правительство РФ, Госдуму и министерство здравоохранения с требованием принять меры.

### Государственная поддержка
В 2005 году стоимость антиретровирусной терапии составляла более 7 тысяч долларов на человека в год. Действенные и доступные лекарства в России появились только через год, когда правительство начало спонсировать Глобальный фонд борьбы со СПИДом для вступления в «Большую семёрку». Международная организация участвовала в ценообразовании крупных производителей, что позволило снизить стоимость препаратов. После 2007 года ситуация с поставками лекарственных ухудшилась. К 2016 году государство самостоятельно проводило переговоры с фармацевтическими компаниями. Для уменьшения стоимости ряд медикаментов включили в список жизненно важных препаратов. Например, это позволило вдвое снизить стоимость «Эвиплера» с 50 до 25 тысяч рублей.
До 2013 года препараты для антиретровирусной терапии закупало Министерство здравоохранения и распределяло их между субъектами. Система не учитывала региональные особенности, разный контингент больных и специфику препаратов. Позднее лекарства стали поставлять на основе региональных тендеров, финансируемые из федерального бюджета. В результате в регионах стоимость курса лечения отличалась, разница могла достигать 20 раз (по другим данным — 76 раз). СПИД-центры не могли закупить необходимое количество лекарств, ВИЧ-инфицированные оказались прикреплены к центрам в регионах прописки. Так, в Москве врачи незаконно отказывали в терапии лицам без постоянной регистрации. С января 2014 года ужесточили требования к оформлению госзаказов. Региональные чиновники не были знакомы с правилами подготовки документации к тендерам. Сроки проведения локальных аукционов затягивались, например, в Перми их провели только летом, когда поставщики распродали запасы. В отдельных регионах не хватало диданозина, ритонавира и других лекарств.
В этот период валютный кризис и импортозамещение привели к изменениям в системе российской антиретровирусной терапии. Из-за падения национальной валюты поставщики завысили цены на 20—30 %. Врачи переводили больных с зарубежных лекарств на российские менее эффективные аналоги. Из 1845 контрактов 614 заключили на дженерические формы препаратов, остальное — на брендированные лекарства. При этом стоимость дженериков могла быть значительно выше рыночной, так как в начальной максимальной цене контракта чиновники указывали стоимость оригинальных препаратов. В результате в 2016 году стоимость лекарственных средств в России и Индии, где компании регулировали ценообразование под влиянием международных фондов, отличалась более чем в 6 раз. Конкуренция между поставщиками практически отсутствовала. Так, в Чечне более чем в половине случаев побеждала в связи с отсутствием конкурентов компания «Медтехфарм», в Ингушетии — «АрхиМед». В качестве решения проблемы гендиректор «Ростеха» Сергей Чемезов предлагал официально закрепить статус поставщика антиретровирусной терапии за корпорацией «Нацимбио». Хотя директор по развитию аналитической фирмы RNC Pharma Николай Беспалов подчёркивал, что «Нацимбио» не способна поставить необходимое количество препаратов.
Региональный директор ЮНЭЙДС Виней Салдан указывал, что к 2014 году охват терапией в России составил только около 40 %. По свидетельству директора «СПИД.Центра» Антона Красовского, через два года медикаменты получало около 20 % людей с ВИЧ. В январе 2017-го — 35 %. Для сравнения, за аналогичный период в Ботсване этот показатель достиг 90 %, в Анголе, ЮАР и Мозамбике — 100 %. Чтобы увеличить охват и снизить стоимость лечения, правительство снова ввело систему централизованных закупок Минздравом за счёт средств федерального бюджета и дотаций субъектов. Благодаря этому удалось снизить среднюю стоимость лечения одного пациента более чем в два раза — с 169,4 до 84 тысяч рублей . Охват лечением ВИЧ-инфицированных увеличили с 39,5 % до 50,1 % без привлечения дополнительных средств. Русская служба BBC привела другие цифры: почти половина пациентов получала годовой курс АРВТ стоимостью 11,4-23 тысячи рублей, 34 % — стоимостью 63—88,6 тысяч рублей, 10 % — более 130 тысяч рублей, для 6,4 % — стоимость лечения неизвестна. Несмотря на значительное снижение закупочных цен, в ряде субъектов ситуация оставалась проблемной. Из 24 миллиардов рублей, выделенных на закупку АРВТ, бо́льшую часть составили централизованные затраты Минздрава. Регионы не выделяли достаточного количества средств, несмотря на предписания властей. Международная организация «Коалиция по готовности к лечению» отмечала, что 21 регион не объявлял собственных тендеров. В результате портал «Перебои.ру» зафиксировал в 2017 году рекордные 509 сообщений о нехватке препаратов в 45 субъектах (по другим данным — 700 обращений) .

В 2018 году академик Вадим Покровский сообщал, что около половины инфицированных, состоящих на учёте, не получили лекарства. По другим данным, охват АРВТ составил только 25 % при общем увеличении числа заражённых. Пресс-секретарь президента России Дмитрий Песков отрицал проблемы с обеспечением граждан лекарствами. Тем не менее представительница движения «Пациентский контроль» Юлия Верещагина свидетельствовала о критической ситуации: 
В регионах наблюдается дефицит ряда АРВ-препаратов, из-за чего меняют схемы лечения без медицинских показаний. Сообщается о выдаче препаратов на короткий срок, на месяц, из-за чего пациентам приходится ездить за ними каждый месяц, а это трудно тем, кто живет в отдаленных районах. Сообщают об отказах в выдаче некоторых препаратов, из-за чего пациент вынужден переходить на неполную схему или вообще оставаться без терапии.
Согласно принятой ВОЗ стратегии по ВИЧ на 2016—2021 годы, для прекращения эпидемии необходимо выявлять не менее 90 % от числа всех ВИЧ-инфицированных и обеспечивать не менее 90 % из них терапией. Несмотря на обязательства России достичь таких показателей, правительственные программы определяли реальное количество ВИЧ-инфицированных для охвата терапией — минимум 60 %. Это позволит снизить темпы прироста заболевания почти в два раза и предотвратить до 40 тысяч новых случаев заражения ежегодно. Но на практике в 2019 году только в 32 регионах охват АРВТ достиг 70 %. В целом по стране он составил 48,5 % от общего числа носителей и 68,9 % — от состоявших на диспансерном наблюдении. Ситуация ухудшалась тем, что основная работа по борьбе с ВИЧ была сконцентрирована на 10—15 регионах с наибольшим показателем распространения вируса.
В 2019 году на закупку лекарств для людей с ВИЧ выделили 19,3 миллиарда рублей. Стоимость годового курса антиретровирусной терапии могла достигать 200—300 тысяч рублей на человека. При этом использование дженериков позволило Минздраву снизить стоимость нескольких вариантов лечения до 12 тысяч рублей в год. В рамках программ по импортозамещению в стране наладили выпуск 27 антиретровирусных препаратов. Всего к этому времени в России применяли более 200 возможных комбинаций препаратов антиретровирусной терапии российских и зарубежных производителей. Но ни одна из них не являлась универсальной, что осложняло работу эпидемиологов. В это же время в России резко ощущалась нехватка квалифицированных кадров, знакомых с побочными эффектами и различными комбинациями АРВТ с сердечными, противодиабетическими и другими лекарствами. По оценкам академика Вадима Покровского, для полноценной работы СПИД-центров было необходимо подготовить около пятисот инфекционистов. Но федеральный бюджет предусматривал средства только на закупку лекарств.
Несмотря на увеличение финансирования, ситуация с лекарствами в регионах оставалась тяжёлой. Ошибки в расчётах при формировании централизованных закупок приводили к кризисам по всей стране. Например, летом 2019 года Минздрав назначил низкую цену за препарат «Ламивудин», и фармацевтические компании отказались его поставлять. В частности, препарат не получили ВИЧ-положительные в исправительных учреждениях Федеральной службы исполнения наказаний (ФСИН). С марта Министерство здравоохранения отказалось учитывать их потребности в целевых закупках, и ФСИН должно было самостоятельно проводить аукционы. Но компания-поставщик «Нацимбио» не получала запрос на препарат.
В 2020 году на закупку АРВТ правительство выделило 29 миллиардов рублей. Число ВИЧ-инфицированных постоянно увеличивалось, и по оценкам экспертов, через год для полноценной работы СПИД-центров сумма дотаций должна была составить минимум 100 миллиардов рублей. Кроме того, медицинским учреждениям не хватало специалистов, для корректной работы. В 2020 году было необходимо подготовить как минимум 500 инфекционистов.

### Метадоновая терапия
Одной из наиболее эффективных программ профилактики ВИЧ среди ПИН является заместительная терапия. Во многих странах Европы вместо полного лечения от зависимости наркопотребителям предлагают альтернативные способы употребления под контролем медицинского персонала. ВИЧ-положительным ПИН выписывают метадон, чтобы они могли легче отказаться от опиатов. Критики метода настаивают, что терапия не борется с наркотической зависимостью. Так, заместитель председателя Государственной думы Сергея Железняка считал, что «метадоновая терапия» не может так называться, так как «не лечит». Сторонники метода считают, что замедление распространения вируса важнее полного излечения потенциального носителя от наркозависимости. Основными причинами ухудшения ситуации с ВИЧ в стране эксперты назвали недостаточную профилактическую работу, запрет на медикаментозную терапию опиоидной зависимости и принятый в 2013 году «закон против пропаганды гомосексуализма». В результате к 2015-му Россия осталась единственной страной в мире, где парентеральное употребление наркотиков оставалось преобладающим способом распространения ВИЧ.

## Разработка вакцин в России
К разработке первых российских вакцин против ВИЧ приступили в 1997 году в Институте иммунологии России, ГосНИИ ОЧБ и научном центре «Вектор». Учёные разработали три кандидатные вакцины против вируса, которые прошли доклинические испытания в Москве, Санкт-Петербурге и Новосибирске. Так, В 2004-м в Институте иммунологии начались клинические испытания препарата «ВИЧРЕПОЛ». Он представлял собой конъюгат рекомбинантных белков, повторяющих внутренний белок и часть оболочечного белка ВИЧ, с иммуномодулятором полиоксидонием. Но в 2005-м разработки были свёрнуты. Уже через год во время саммита «Большой восьмёрки» президент России признал необходимость разработки вакцины. И в 2008—2010 годах при протекции Владимира Путина снова запустили программу испытаний. Например, в медицинском центре «Вектор» в этот период занимались разработкой вакцины от ВИЧ-1 «КомбиВИЧвак». Она объединяла в единой конструкции В- и Т-клеточные иммуногены, что обеспечивало формирование гуморального и клеточного иммунных ответов. Когда все три вакцины прошли первую фазу клинических испытаний, государственное финансирование снова прекратили. Команды учёных распались. В 2013-м грант от Минпромторга в рамках программы «Фарма 2020», выиграл санкт-петербургский научный коллектив, но через три года после клинических испытаний финансирование также прекратили.
Основными проблемами в разработке вакцины являются изменчивость генома вируса, уникальный молекулярно-эпидемиологический состав разных территорий и отсутствие универсальной формулы, воздействующей на несколько штаммов. По оценкам эпидемиологов, действенный препарат появится в мире к 2028 году. Но зарубежные разработки не будут эффективны для российских ВИЧ-инфицированных. Чтобы остановить распространение вируса на территории страны, необходимо разрабатывать собственную вакцину, ориентированную на доминирующий в стране штамм. Несмотря на это, эксперт ООН по СПИДу Эдуард Карамов сообщал в 2018 году о сокращении большинства российских разработок. Через год разработками занимались только петербургские учёные из ГосНИИ ОЧБ и «Биомедицинского центра». Они провели исследования вакцины против вируса иммунодефицита человека «ДНК-4», представлявшую собой 4 плазмидных ДНК, кодирующих белки. Также в 2019 году на базе Московского городского центра профилактики и борьбы со СПИДом приступили к испытанию терапевтической вакцины от ВИЧ, предположительно, позволяющей носителю долгое время жить без терапии.

## Молекулярно-эпидемиологический анализ
Молекулярно-эпидемиологический анализ позволяет следить за миграцией и мутацией вируса, прогнозировать развитие эпидемии. Он необходим для разработки антиретровирусных препаратов и вакцин, а также проведения грамотной противовирусной профилактики. Метод основан на принципе генотипирования вируса и позволяет врачам классифицировать подтипы ВИЧ-1, распространённого на территории России. Расширенный молекулярно-биологический мониторинг ВИЧ в России проводят Федеральный научно-методический центр по профилактике и борьбе со СПИДом, научный центр «Вектор», НИИ вирусологии имени Д. И. Ивановского.
Молекулярно-генетические особенности вируса ВИЧ в России изменялись по мере распространения инфекции на территории страны и среди различных групп риска. Мониторинг эпидемиологической ситуации в России проводится с первых зафиксированных случаев в 1987 году. В течение почти десятилетия на территории бывшего СССР зафиксировали только 7 генетических подтипов (A, B, C, D, F, G, H) и 3 рекомбинантные формы (CRF01_AE, CRF02_AG и gagDenvG). В основном они циркулировали в разных уязвимых группах или внутри разных очагов распространения. Например, вирус подтипа B чаще выявляли у мужчин, практикующих секс с мужчинами.
Самым распространённым на территории страны является вариант ВИЧ-1 подтипа A1, который в российской научной литературе называют также ГОи-А или IDU-A (injecting drug users), в зарубежной — AFSU (former Soviet Union). Одним из первых очагов его распространения стала вспышка эпидемии в портовом городе Одесса, куда в 1993-м штамм занесли из стран Центральной Африки. Если в 1994 году в городе диагностировали только 3 случая заражения, к 1995-му это число увеличилось до 1021. Вирус быстро распространился среди потребителей инъекционных наркотиков Украины, России и Беларуси. Одновременно на территории бывшего СССР было зафиксировано небольшое количество иностранцев-носителей других субтипов, что ограничило их распространение. Эти два фактора определили однородный генетический профиль вируса на постсоветском пространстве. К началу XX века IDU-A вышел за пределы уязвимой группы наркопотребителей и вскоре распространился среди их половых партнёров, а позднее — детей с перинатальным контактом по ВИЧ. К 2014 году им было заражено около 90 % носителей (из них около 40 % заразились через гетеросексуальный половой контакт). В 2015 году IDU-A встречался более чем у 80 % больных в России.
Распространение второго по численности подтипа B (IDU-B) связывают с независимой вспышкой ВИЧ-инфекции среди ПИН в портовом городе Николаев. С начала 1990-х субтип доминировал в среде мужчин, имевших секс с мужчинами. Штамм представлен в двух основных вариантах: IDU-B и близкий к нему штамм K03455 (референс вариант ВИЧ-1 HXB-2). Первый типичен для восточноевропейских стран, второй — для западноевропейских.
За время наблюдений в России зафиксировано только несколько вспышек вирусов других подтипов. Так, внутрибольничная вспышка ВИЧ-инфекции на юге страны в 1989 году была вызвана субтипом G. В 1998-м во время вспышки в Ташкенте впервые зафиксировали его рекомбинантную мутацию CRF02_AG. В 2006-м её обнаружили во время вспышки в Новосибирске. В течение десятилетия она распространилась по странам СНГ, также она была обнаружена на Дальнем Востоке и в Московской области. В начале XXI века её повторная рекомбинация с субтипом А1 привела к появлению на территории Сибирского Федерального округа нового штамма CRF63_02A1. До 2002 года он был обнаружен только у 3,7 % пациентов, за 2002—2009 годы его доля возросла до 10,63 %, к 2015-му — достигла 34,08 %. В Новосибирской области CRF63_02A1 с 2009-го является доминирующим подтипом (более 60 % случаев). При этом общее количество заражений в регионе резко увеличилось, что, вероятно, связано с активностью нового штамма и развитием устойчивости ВИЧ к антиретровирусным препаратам. Например, в Томске до 2013-го эпидемия протекала медленно, врачи фиксировали около 200 новых случаев в год. После проникновения нового штамма заболеваемость выросла в 10 раз. Хотя эксперты также связывают ухудшение эпидемиологической ситуации в регионе с импортом нового дешёвого внутривенного наркотика из Китая и ростом числа наркозависимых. Распространение CRF63_02A1 в Сибири в будущем может привести к экспансии этого варианта в другие регионы страны. Если в Тюмени в 2015 ещё сохранялась классическая для России ситуация с доминированием субтипа А, то в более западных и восточных регионах (Краснодар и Хабаровск) доля CRF63_02A1 заметно увеличилась. В 2014—2015 годах в Кемерово подтип CRF63_02A1 снова скрестился с вирусом субтипа А, дав новую рекомбинацию.
Штамм CRF03_AB впервые был зафиксирован на территории России в 1998 году в Калининграде (489 инфицированных), повторно — в 2006-м в Череповце и Вологодской области (239 инфицированных). В дальнейшем учёные фиксировали его в других регионах, но, как правило, все случаи были связаны с первыми инцидентами.
В 2008 году в Новосибирске впервые зафиксирован вариант ВИЧ A1 — CRF63_02, который к 2013-му стал доминирующим среди больных Томска. За 2014—2017 годы его распространение сместилось в регионы азиатской части страны, а также страны Центральной Азии.
Кроме вышеперечисленных штаммов, на территории России в разные годы выявлены единичные образцы рекомбинантов подтипа B и белорусского штамма FN995656, изолята AF377954; подтипа D; рекомбинантов CRF01_AE, CRF06_cpx и CRF11_cpx. Появление новых субтипов ВИЧ-1 и их рекомбинантных форм характеризует развитие эпидемического процесса и миграцию населения. Например, при общем доминировании субтипа А ВИЧ-1 (95,6±0,9 %) в 2011—2014 годах на территории Приволжского федерального округа впервые встретились рекомбинантные варианты (AB, AG, CRF06_cpx, CRF01_AE) и штамм субтипа С. Это связано с расположением субъекта на пересечении международных транспортных путей, соединяющих Сибирь и Дальний Восток, а также страны Восточной Азии с Европейской частью страны и государствами Европы. CRF01_AE, обнаруженные у пациентов из Нижегородской области и республики Чувашия, формируют общий кластер со штаммами из Словении, Испании, Казахстана, Узбекистана, Иркутска, Смоленска.
В портовых городах России соотношение вариантов ВИЧ-1 может отличаться от гомогенной ситуации из-за регулярной миграции и большого количества приезжих. Несмотря на преобладание типичной формы ВИЧ подтипа А1 в Хабаровске и Мурманске, в этих регионах распространены варианты ВИЧ подтипов В и С, а также рекомбинантная форма CRF02_AG, характерная для стран Центральной Азии. Во Владивостоке помимо вышеперечисленных циркулирует также восточноевропейский вариант подтипа В (ГОи-В), в Архангельске — подтипы С и D, рекомбинантные формы CRF03_AB (1,5 %) и CRF02_AG (1,5 %). Тем не менее процент распространения не-А-подтипов сравнительно мал, второй по частоте подтип В выявлен только у 6 % больных. С 2000-го на территории Санкт-Петербурга относительно часто регистрируется штамм CRF06_cpx, что объясняется соседством с Эстонией.

## Нормативно-правовая база
Государственная политика по противодействию ВИЧ-инфекции сформировалась в 1980—1990 годы. Уже с 1987-го в Советском союзе действовали нормы, предписывавшие проверять на ВИЧ доноров крови и препараты крови, поступавшие в медицинские учреждения. Хотя далеко не все станции переливания были оснащены необходимым оборудованием. В августе того же года вышел указ «О мерах профилактики заражения вирусом СПИД», носивший карательный характер. Он предусматривал насильственную диагностику людей из групп риска (наркозависимых, работников сферы секс-услуг, беременных женщин, доноров крови, а также людей, выезжавших за рубеж), депортацию носителей-иностранцев и уголовное преследование за распространение вируса. Одновременно правительство приняло ряд мер, чтобы предотвратить попадание новых носителей в страну. Так, все въезжавшие на срок более трёх месяцев представляли медицинскую справку об отсутствии вируса. Свидетельства из стран с низким уровнем здравоохранения не признавали. В 1996 году эту практику закрепили в федеральном законе № 122. Активисты указывали на дискриминационный характер подобного отношения и выступали за отмену нормативного акта.
В 1989 году Министерство здравоохранения СССР приняло постановления «О создании центров по предупреждению и борьбе со СПИДом» и «Об организации службы профилактики СПИДа в СССР». Через год вышел закон «О профилактике заболевания СПИДом». Он содержал общие положения о правах людей, живущих с ВИЧ: на бесплатные медикаменты, на покрытие стоимости проезда в СПИД-центры для носителей ВИЧ и опекунов. В закон также включили общие анти-дискриминационные положения, запрещающие работодателям отказывать в приёме на работу из-за ВИЧ-статуса человека, а учебным и дошкольным заведениям — в приёме ВИЧ-инфицированных детей и студентов. Однако эти нормы зачастую не реализовывались на практике.
Федеральный закон № 38 от 30 марта 1995 года «О мерах по предупреждению распространения в Российской Федерации заболевания, вызываемого вирусом иммунодефицита человека (ВИЧ-инфекцией)» — основной документ, определяющий государственную политику. Реализовать его в разные годы были призваны следующие инструменты:
- 1987 — Государственная программа по предупреждению распространения СПИД на 1987—1995 годы;
- 1993 — Федеральная целевая программа по предупреждению распространения заболеваний СПИДом в России на (до 1995);
- 1996 год — Федеральная целевая программа «Анти-ВИЧ/СПИД» (до 2001);
- 2001 год — Федеральная целевая программа «Предупреждение и борьба с заболеваниями социального характера (2002—2006)»;
- 2007 год — Федеральная целевая программа «Предупреждение и борьба с заболеваниями социального характера (до 2011)».

Профилактические меры по предотвращению распространения вируса регулируют федеральный закон «О санитарно-эпидемиологическом благополучии населения» (1999) и постановление правительства «Об утверждении Положения о государственной санитарно-эпидемиологической службе» (2000). В соответствии с приказом Министерства здравоохранения от 16 августа 1994 года, амбулаторное наблюдение за больными ВИЧ осуществляют центры по борьбе со СПИДом и обученные врачи (инфекционисты или терапевты). В работе с ВИЧ-пациентами используют принцип «доверенного врача», когда пациент обращается к одному специалисту.
В 2001 году Генеральная Ассамблея ООН приняла декларацию «О приверженности делу борьбы с ВИЧ/СПИДом», обязательства по которой взяла на себя Российская Федерация. При поддержке «Группы восьми» и ЮНЭЙДС правительство подготовило нацпроект «Профилактика ВИЧ-инфекции, гепатитов B и C, выявление и лечение больных ВИЧ-инфекцией». Для его реализации функционируют: Правительственная комиссия по вопросам профилактики, диагностики и лечения ВИЧ; Межфракционная рабочая группа Государственной думы по профилактике и борьбе с ВИЧ/СПИДом; Координационный совет по ВИЧ/СПИДа Минздравсоцразвития; Страновой координационный комитет по борьбе с ВИЧ/СПИДом и туберкулёзом; Координационный совет государств — участников СНГ. Также активное участие в проектах принимают некоммерческие общественные организации: фонды «Открытый институт здоровья», «Российское здравоохранение», общественная организация «Объединение людей, живущих с ВИЧ», региональные активисты.
Чтобы войти в состав «Большой семёрки», в 2006 году российские власти были вынуждены признать проблему ВИЧ на федеральном уровне. Государство было обязано участвовать в международных программах и спонсировать деятельность Глобального фонда борьбы со СПИДом. Правительство приняло «Концепцию превентивного обучения в области профилактики ВИЧ/СПИДа в образовательной среде». Она предусматривала разработку образовательных программ, их внедрение в школьную программу, подготовку педагогического персонала и родителей, создание программ по принципу «равный равному», вовлечение общественных организаций и СМИ. К 2009 году доля школ, которые проводили просвещение по вопросам ВИЧ на основе жизненных навыков, достигла 92,4 %.
Однако впоследствии российское государство отказалось от проведения мероприятий, предусмотренных вышеупомянутой «Концепцией…». Деятельность по обучению мерам профилактики заболеваемости ВИЧ в образовательных учреждениях была практически сведена к нулю. В значительной мере этому способствовало принятие Федерального закона «О защите детей от информации, причиняющей вред их здоровью и развитию» от 29.12.2010 N 436-ФЗХ.
Согласно Указу Президента РФ от 01.06.2012 г. № 761 «О Национальной стратегии действий в интересах детей на 2012—2017 годы» предусматривалось «Повышение эффективности проведения мероприятий, направленных на профилактику ВИЧ-инфекции и вирусных гепатитов В и С, туберкулёза, и совершенствование системы противодействия распространению этих заболеваний среди целевых групп школьников, молодежи и наиболее уязвимых групп населения. Активизация деятельности центров здоровья для детей в сфере проведения обследования детей, обучения их гигиеническим навыкам и мотивирования к отказу от вредных привычек. Реализация программ гигиенического воспитания в целях предоставления детям возможности осуществлять информированный выбор в вопросах здорового образа жизни».
Распоряжением Правительства РФ от 20 октября 2016 г. N 2203-р была утверждена «Государственная стратегия противодействия распространению ВИЧ-инфекции в РФ на период до 2020 года и дальнейшую перспективу». Однако никаких целевых показателей охвата образовательных учреждений мерами по информированию учащихся о мерах по профилактике ВИЧ данная «Стратегия» не предусматривает. В то же время имеются сведения о проводимых в настоящее время в отдельных образовательных учреждениях мероприятий информационного характера по профилактике ВИЧ среди учащихся.
В 2007-м финансирование профилактики ВИЧ проводили в рамках федеральной целевой программы «Предупреждение и борьба с социально значимыми заболеваниями на 2007—2011 годы». К тому моменту объём государственного финансирования превысил 21 миллиард рублей. Через год правительство России заключило соглашение с общероссийскими объединениями профсоюзов и работодателей. Документ подчёркивал необходимость профилактик социально значимых заболеваний (в том числе ВИЧ) на рабочих местах. Указом президента России № 537 от 12 мая 2009 года утверждена «Стратегия национальной безопасности Российской Федерации до 2020 года», где ВИЧ признан одной из главных угроз здоровья нации.
В 2015 году на диспансерном наблюдении находилось только 37,3 % ВИЧ-инфицированных. Слабая мотивация уязвимых групп и низкий уровень финансирования стали основными причинами недостаточного охвата антиретровирусной терапией. Хотя ВОЗ в Глобальной стратегии сектора здравоохранения по ВИЧ на 2016—2021 годы установила минимально необходимый для прекращения распространения эпидемии охват на уровне 90 % при 90 % выявляемости. Чтобы достичь показателей, правительство России подготовило в октябре 2016 года государственную стратегию противодействия ВИЧ. В её участвовали 21 федеральный орган исполнительной власти, 85 субъектов, некоммерческие организации, союз «Федерация независимых профсоюзов России» и объединение работодателей «Российский союз промышленников и предпринимателей», Координационный совет Министерстве здравоохранения по ВИЧ/СПИД.
Несмотря на нормы ВОЗ, государственная стратегия предусматривала увеличение охвата антиретровирусной терапией только до 60 %. СМИ отмечали формальный характер документа из-за отсутствия конкретики.
Разглашение ВИЧ-статуса других людей относят к разглашению сведений о частной жизни, что попадает под 137 статью Уголовного кодекса России. 122 статья Уголовного кодекса предусматривает до восьми лет лишения свободы за заражение другого лица ВИЧ. Например, в 2016 году по халатности врачей городской больницы в Екатеринбурге три человека были инфицированы, им выплатили 15 миллионов рублей.
Вплоть до 2019 года Семейный кодекс запрещал ВИЧ-положительным усыновлять детей. Позднее поправка к законодательству позволила людям с ВИЧ и гепатитом С, усыновлять детей, которые уже проживают с ними из-за семейных обстоятельств.

## Меры по борьбе

### Государственная поддержка
Эпидемиологический надзор
C 1987 года в России действует система эпидемиологического надзора за ВИЧ, которая предусматривает: систематический сбор персонифицированных данных, массовое добровольное и принудительное тестирование, эпидемиологическое расследование каждого случая ВИЧ-инфекции. В рамках нормативных актов, принятых в 1989 году, учредили Республиканский научно-методический центр по борьбе со СПИДом на базе Московского НИИ эпидемиологии, а также 5 региональных центров: в Санкт-Петербургский НИИ эпидемиологии имени Пастера, Екатеринбургском НИИ вирусных инфекций, Омском НИИ природно-очаговых инфекций, Хабаровском НИИ эпидемиологии и микробиологии, Научно-производственного объединения «Ростэпидкомплекс». Они занимались координацией научных исследований и организационно-методической помощью учреждениям здравоохранения. Тем не менее по состоянию на 2019-й не существовало единой системы эпидемиологического мониторинга ВИЧ-инфекции. В результате количество впервые выявленных случаев ВИЧ-инфекции Роспотребнадзором и Минздравом может существенно отличаться. Предоставленные в 2018 году ведомствами данные о показателях прироста в целом по стране отличались на 33,4 %. Кроме того, эпидемиологические показатели зависят от форм ведения статистической отчётности. Например, после изменения способа учёта заболеваемости в 2016 году в Москве она снизилась с 60,5 до 19,5 на 100 тысяч жителей.
Профилактика распространения ВИЧ
Профилактические действия по предотвращению ВИЧ-инфекции включают комплексные меры по уменьшению факторов риска и информированию населения. К ним относят тестирования на антитела к ВИЧ, АРВТ, лечение наркозависимости у ПИН, запрет на въезд и депортацию ВИЧ-инфицированных иностранцев, профилактику вертикальной передачи вируса, санитарный режим в лечебных учреждениях, обследования донорской крови, консультирование населения, превентивную химиопрофилактику.
К 2006 году в России функционировало более 100 центров профилактики и борьбы со СПИДом, 6 региональных центров, федеральные научно-методический и клинический центры. А также работало около тысячи лабораторий диагностики ВИЧ и 250 кабинетов анонимного обследования. К 2017 году насчитывалось 184 центра профилактики и инфекционные больницы, более 3,5 тысяч стационарных инфекционных отделений.
С 1987 по 2011 год правительство приняло ряд целевых национальных программ по противодействию ВИЧ. Среди них федеральная программа «Предупреждения и борьбы с заболеваниями социального характера»; приоритетный национальный проект «Здоровье»; проект «Профилактика, диагностика, лечение туберкулёза и СПИДа» и другие. Всего к 2008 году в России действовало свыше 400 профилактических проектов, из них 75 были нацелены на уязвимые группы. Основными направлениями стали: снижение дискриминации в обществе, информирование педагогов, школьников и молодёжи о факторах риска, профилактика вертикальной передачи ВИЧ, повышение квалификации медицинских работников.
Программы Министерства здравоохранения и правительства страны предусматривают в отношении ВИЧ проекты по снижению стигматизации и дискриминации; увеличение охвата тестирования и антиретровирусной терапией; повышение квалификации медиков и просветительские акции. В рамках направления ежегодно проводят фестивали, лекции, семинары, круглые столы, флэшмобы и общественные мероприятия. Например, всероссийскую акцию «Стоп ВИЧ/СПИД», Международную конференцию по ВИЧ/СПИД в Восточной Европе и Центральной Азии, круглый стол «Проблемы ограничений прав людей, живущих с ВИЧ», конкурсы красоты среди девушек с ВИЧ, акции добровольного тестирования и другое. Чтобы привлечь внимание к успешным практикам, действует ежегодный конкурс «ВИЧ/СПИД: знать — значит жить». Он включает 10 номинаций, работы лауреатов объединяют в информационные каталоги. Одним из основных каналов просвещения являются СМИ. Помимо социальной рекламы, федеральные каналы транслируют телепередачи и документальные фильмы. Например, многосерийный фильм о буднях ВИЧ-инфицированных «Схватка с судьбой», телесериал о женщинах с ВИЧ «Пожар». Несмотря на расширение знаний о путях распространения ВИЧ, по результатам опросов 2010 года 41 % респондентов считал проблему недостаточно освещённой. Директор фонда «СПИД.Центр» Антон Красовский отмечал отсутствие чёткого плана действий и нескоординированность работы госструктур.
В первое десятилетие XXI века в Россию ежегодно прибывало около 10 миллионов мигрантов. Чтобы сократить распространение вируса в этой среде, власти запустили 41 программу по профилактике ВИЧ, провели тренинги сотрудников Федеральной миграционной службы.
Гигиеническое воспитание молодёжи является одним из основных направлений профилактики ВИЧ-инфекции. В рамках направления действуют аутрич-команды; организованы кабинеты доверенных врачей на базе кожно-венерологических диспансеров и центров СПИДа; созданы информационные анимированные ролики и онлайн-игры; подготовлены учебные пособия для детей; проведены обучающие кампании в военных частях. Работу проводят центры по профилактике и борьбе со СПИД, наркологические и кожно-венерологические диспансеры, реабилитационные центры, женские консультации и перинатальные центры, центры медицинской профилактики и другое. Несовершеннолетние получают услуги в таких организациях бесплатно, и составляют до 90 % посетителей больницы.
Если в 2000 году на долю подростков и молодёжи приходилось 24,7 % вновь выявленных случаев ВИЧ-инфекции, то за девять лет этот показатель удалось сократить до 2,9 %. Тем не менее по результатам опросов 2009 года только 37 % людей 15—24 лет смогли правильно назвать каналы передачи вируса. Большинство экспертов считает, что изменить ситуацию поможет освещение вопросов профилактики ВИЧ-инфекции и сексуального образования в учебных заведениях. Но обучение контрацепции признаётся властями аморальным, из-за чего малый процент школьников знает о рисках и проверяет ВИЧ-статус. К 2018 году практику открытых лекций про ВИЧ в ВУЗах также свели к минимуму.

### Общественные организации
С середины 1990-х годов активисты регулярно проводят открытые акции: «Безопасный секс — мой выбор» (1997), «Разумный человек — разумный выбор» (1999), «Эта мелочь защитит обоих» (2000), «Важно быть защищённым» (2001) и другие. Все они информировали о путях распространения ВИЧ и профилактике. Но вопросы адаптации носителей вируса в обществе освещены не были. Хотя заведующая лабораторией научного центра вирусологии «Вектор» Наталья Гашникова называла, социализацию больных — важным шагом в борьбе с эпидемией.
К концу XX века в стране начали формироваться группы самоподдержки людей, живущих с ВИЧ. Активисты оказывали социальную и психологическую помощь носителям. Так, одной из первых стала группа «Позитив», организованная в 1994 году Николаем Недзельским в Москве. Под его руководством запустили первый в стране телефон доверия по вопросам ВИЧ, всероссийские форумы и очные консультации с психологами, а также информационный портал AIDS.ru. В дальнейшем на базе группы учредили фонд «Имена» и просветительский центр «ИНФО-Плюс» — первые столичные ВИЧ-сервисные организации. Вскоре подобные организации начали появляться во всех регионах страны: НКО «Ясень», фонды «Шаги», «Голос», «Свеча», «Front AIDS», «Дело», «Хранители Радуги», а также «Сообщество людей, живущих с ВИЧ/СПИДом». Акции освещали журналисты BBC, CNN, NBC, что помогло привлечь общественное внимание к проблемам ВИЧ-инфицированных. С началом XXI века группы взаимопомощи начали появляться по всей стране. Например, в Чебоксарах первую такую организацию учредили в 2004 году.
В первые десятилетия XXI века количество некоммерческих и благотворительных организаций, работающих с ВИЧ-положительными, возросло. К ним относят «Красные тюльпаны надежды», «Е. В. А.», «Сибальт», «Российскую сеть людей, живущих с ВИЧ/СПИДом», «Фронт СПИД в России», неправительственное объединение «Трансатлантические партнёры против СПИДа» и другие. Одновременно начали появляться сообщества некоммерческого сотрудничества, например, группа поддержки секс-работников и их сторонников «Серебряная роза». В национальных проектах по противодействию ВИЧ были задействованы общественные организации: «Медицина для Вас», фонды «Открытый институт здоровья», «Российское здравоохранение», «Фокус-медиа», «Центр социального развития и информации», «СПИД-Инфосвязь», и другие. В профилактике вертикального способа передачи вируса участвовали фонд «Институт здоровья семьи» и Сеченовский университет в Москве.

### Международные фонды
Одной из первых международных гуманитарных программ в России стала «Профилактика, диагностика, лечение туберкулёза и СПИДа». Её запуск спонсировал в 2003 году Всемирный банк, инвестировав более 400 миллионов долларов. Основными направлениями стали: просвещение, мониторинг и оценка эпидемиологической ситуации, повышение квалификации врачей и эпидемиологов, закупка оборудования и расходных материалов.
В 2004 году Глобальный фонд по борьбе с ВИЧ выделил Открытому институту здоровья в России грант на 88,74 миллиона долларов для запуска 33 проектов. В частности, в 10 субъектах страны стартовал проект «Глобальное объединение усилий» («Глобус»), в 22 субъектах — проект «Развитие стратегии лечения населения России, уязвимого к ВИЧ/СПИДу». Программы реализовывали при участии некоммерческих фондов «Открытый институт здоровья», «ФОКУС-медиа», «СПИД-инфосвязь», «Российское здравоохранение», «СПИД-Фонд Восток-Запад» и «Центра социального развития и информации». Глобальный фонд неоднократно продлевал финансирование и завершил работу на территории России только в 2018 году.
Кроме того, к 2008 году на территории России действовали:
- Секретариат ЮНЭЙДС — контроль за выполнением международных обязательств, ежегодные национальные консультации, техническая помощь в стратегическом планировании и другое. В рамках сотрудничества организации с «Всероссийским общественным объединением людей, живущих с ВИЧ» и «Всероссийской сетью снижения вреда» с 2010 года действует некоммерческое партнёрство по поддержке программ общественного здоровья «ЭСВЕРО».
- Всемирная организация здравоохранения — эпидемиологический надзор и операционные исследования, межнациональные межведомственные форумы, внедрение и контроль над соблюдением международных протоколов.
- Детский фонд ООН (ЮНИСЕФ) — работа с молодёжью и семьями, развитие системы молодёжных клиник, профилактика вертикального способа заражения ВИЧ. По состоянию на 2009 год в 28 регионах действовали 117 служб по охране здоровья молодёжи и профилактике ВИЧ, в восьми наиболее проблемных субъектах провели программы интеграции детей с ВИЧ в общеобразовательную среду.
- Фонд ООН в области народонаселения (ЮНФПА) — оценка стигматизации ВИЧ-положительных, поддержка национальных программ. В рамках сотрудничества была создана всероссийская сеть Y-PEER, пропагандирующая среди подростков здоровый образ жизни по принципу «равный — равному».
- ЮНЕСКО — профилактика ВИЧ среди молодёжи, проекты по снижению дискриминации, работа с локальными СМИ.
- Управление ООН по наркотикам и преступности (УНП ООН) — медико-социальное сопровождение ПИН, лечебно-профилактической помощь.
- Международная организация труда (МОТ) — информационные кампании в трудовых коллективах, организованные совместно с Министерством здравоохранения, Федерацией независимых профсоюзов, Союзом промышленников и предпринимателей.
- Программа развития ООН (ПРООН) — поддержка неправительственного сектора.
- Управление Верховного комиссара ООН по делам беженцев (УВКБ ООН) — распространение брошюр, буклетов и плакатов на родных языках для беженцев.
- Агентство США по международному развитию (АМР) — профилактика и лечение ВИЧ-инфекции в наркологических учреждениях.

С 2012 года правительство России проводит политику, направленную на снижение вмешательства иностранных организаций в жизнь страны. Основной источник финансирования программ по борьбе с ВИЧ —
ЮНЭЙДС — свернул деятельность на территории страны. Российские некоммерческие организации, финансируемые зарубежными фондами, стали признавать «иностранными агентами». Одновременно руководители НКО жаловались на трудности с получением государственных грантов.

## Отношение в обществе и СМИ
В мировой практике ВИЧ-инфекцию впервые описали в 1981 году. На ранних стадиях эпидемии проблему освещали учёные западных стран. И в советском обществе сложилось ошибочное мнение, что ВИЧ представляет опасность только для жителей африканских и капиталистических стран. Его относили к продуктам генной инженерии или военными разработкам. СМИ и массовая аудитория считали, что ВИЧ якобы распространяется исключительно среди наркозависимых, гомосексуалов и людей с беспорядочными половыми связями. Так, в 1986 году министр здравоохранения РСФСР Николай Трубилин заявил: 
В Америке СПИД бушует с 1981 года, это западная болезнь. У нас нет базы для распространения этой инфекции, так как в России нет наркомании и проституции.
 В течение нескольких лет после первых инфицирований в СССР эпидемия не получила огласки. Первые заражения ВИЧ рассматривали как результат аморальности носителей. Замалчивание проблемы привело к быстрому распространению вируса. Всего к моменту распада Советского Союза насчитывалось более 500 инцидентов. Журналисты освещали проблему в угрожающем свете, провоцируя социальную нетерпимость и стигматизацию носителей. Например, после открытия в 1991 году центра СПИДа на базе инфекционной больницы в посёлке Усть-Ижора Ленинградской области муниципальные депутаты, СМИ и местные жители выступили с протестами и требованием переселить инфицированных в изоляцию. По воспоминаниям доктора медицинских наук Евгения Ворошина, местные власти намеренно дезинформировали о путях передачи ВИЧ — через рукопожатия и по воздуху. Местные жители направили свой протест с требованием ликвидировать медцентр президенту Борису Ельцину, но по решению Министерства здравоохранения центр продолжил работу.
Многочисленные исследования общественного мнения в конце XX — начале XXI века демонстрировали страх и фатализм в отношении носителей, которые получили название «спидофобия». В обществе инфекцию приписывали исключительно представителям маргинальных групп, называя «чумой XX века». Массовая аудитория была мало знакома с путями распространения вируса. Носители ВИЧ часто были вынуждены есть из личной посуды, мыть места общего пользования с хлором после использования, так как их родственники ошибочно опасались бытового способа заражения. Социологи отмечали одновременно уверенность людей в преувеличении проблемы и веру в скорейшее разрешение. Широкая общественность относила к уязвимым только людей, практикующих регулярные половые связи, и наркозависимых. Большинство не считало необходимым предохраняться при наличии одного или малого числа сексуальных партнёров. Только с середины 1990-х годов в обществе начали открыто обсуждать вопросы сексуального воспитания.
Стратегия противодействия распространению ВИЧ включает не только обследования и антиретровирусную терапию. Значительная часть мер направлена на предотвращение дискриминации, социальную адаптацию и поддержку ВИЧ-положительных граждан, просвещение о способах заражения, нормативно-правовое регулирование, юридическую поддержку, развитие института усыновления и опеки детей с ВИЧ. Несмотря на предпринятые меры, исследования НИУ ВШЭ 2017 года показывают: большинство россиян продолжало связывать ВИЧ с маргинальным поведением, что затрудняло борьбу с эпидемией. Школы отказывались проводить лекции для подростков о мерах предохранения от ВИЧ во время полового акта. Хотя эксперты считают просвещение молодёжи необходимой мерой для предотвращения распространения инфекции.
В 2016 году санитарный врач Геннадий Онищенко назвал вирус иммунодефицита «тестом на гуманность нашего общества». Но граждане с ВИЧ продолжали регулярно сталкиваться с дискриминацией в обществе. Так, в 2018-м муфтий Салаха-Хаджи Межиев запретил бракосочетания с носителями в Чеченской Республике. Остро ощущалась проблема отношения к ВИЧ-инфицированным среди медицинского персонала. По российскому законодательству носители имеют право на медицинскую помощь и сохранение анонимности. Они зачастую сталкивались в медицинских учреждениях с отказами, пренебрежением и оскорблениями. Персонал демонстрировал недостаток квалификации: медсёстры отказывались принимать анализы и измерять давление, опасаясь заражения. По данным фонда «Позитивная волна», около 20 % стоматологических клиник Санкт-Петербурга отказывали пациентам с ВИЧ уже во время записи на приём. Пермские активисты свидетельствовали, что врачи принимают ВИЧ-положительных в последнюю очередь, часто разглашая их статус в коридорах.
Кроме того, в 2022 году ВИЧ стал одной из тем в контексте разжигания российско-украинского конфликта. Например, начальник войск радиационной, химической и биологической защиты России заявил, что представители Вооруженных сил Украины были целевой группой в «экспериментах» США с ВИЧ-инфекцией, которые якобы проводились на Украине с 2019 года.
ВИЧ-диссидентство в России
Среди ВИЧ-инфицированных встречается практика отказа от антиретровирусной терапии. Зачастую люди не осознают опасность вируса или не верят в эффективность лечения. За такими носителями закрепился термин «СПИД-диссиденты», так как они представляют опасность и для себя, и для окружающих. В 2018 году был подготовлен законопроект, запрещающий распространять призывы к отказу от АРВТ и пропаганду ВИЧ-диссидентства. Но отдельные активисты продолжали провокации, например, подрывали работу бригад тестирования или сдавали донорскую кровь, зная о своём статусе. Кроме того, известны случаи когда молодые заражённые хотели прекратить принимать лекарства, чтобы покончить жизнь самоубийством из-за проблем со сверстниками и семьёй.